# Història de l'escultura
La història de l'escultura és una part de la història de l'art que estudia l'evolució de l'escultura des dels seus principis tenint present les diferents cultures arreu del món i els períodes històrics que acostumen a coincidir amb els de la mateixa història de l'art. Al llarg del temps, moltes de les seves formes i eines emprades continuen sent les mateixes o similars.
Des de les civilitzacions prehistòriques fins a les actuals, l'escultura ha passat per diverses fases funcionals; inicialment, tenia un ús utilitari i es feia servir per a ritus màgics o religiosos. En certs moments de la història, a causa de l'aparició en algunes religions de l'aniconisme –per exemple, en el cristianisme ortodox i en l'islam–, la pràctica de l'escultura es redueix a la realització d'ornaments sense cap representació d'imatges. El rebuig de Moisès del culte al vedell d'or, que cita la Bíblia, va ser segurament un esdeveniment decisiu en una part de la història de l'escultura, ja que promogué la pràctica segons la qual calia evitar l'existència d'imatges sagrades o de persones religiosament rellevants; així, va romandre restringit entre els jueus i en les religions que n'han derivat. Iniciatives com aquesta s'ha produït també en els inicis del cristianisme i del budisme; amb el temps, però, en ambdues religions es va revertir aquesta tendència i l'escultura va aconseguir una gran rellevància, sobretot dins el budisme. Tanmateix, en alguns sectors es continua practicant la iconoclàstia, com ho demostra la destrucció dels Budes de Bamian per part del moviment fonamentalista musulmà dels talibans l'any 2001.
Els escultors medievals i renaixentistes treballaven en col·laboració amb altres artesans i acostumaven a tenir grans tallers; en aquests locals hi podien treballar molts ajudants i oficials, i el mestre escultor era l'encarregat de l'acabament de les obres. D'altra banda, darrere l'art han existit grans mecenes, el patronatge dels quals, en alguns casos, es prolongava durant tota la seva vida. Més recentment, a partir del segle xix, els escultors depenen normalment de les galeries d'art públiques i privades on s'exposen les obres de cara a la seva venda, ja que els encàrrecs per a projectes civils són relativament poc habituals.
La representació de la figura humana ha estat un dels temes principals fins al segle xx. Amb l'aparició de nous materials artificials i eines mecanitzades, així com amb el desenvolupament dels mitjans de comunicació, l'evolució dels estils es va accelerar i diversificar. Els començaments de l'art experimental que donà lloc a l'art abstracte va arribar a ser una pràctica escultòrica dominant durant pràcticament cinquanta anys, després que la tradició figurativa s'hagués imposat durant segles. La tradició escultòrica va ser qüestionada tant en el context mercantil com en el disseny industrial; el canvi que va ocasionar tant a l'àmbit social com a nivell polític i filosòfic en el període viscut entre les dues guerres mundials va permetre que l'art abstracte, a partir de 1945, es concentrés en l'expressió de les qualitats físiques dels materials i en la recerca de la sensació visual.

## Historiografia

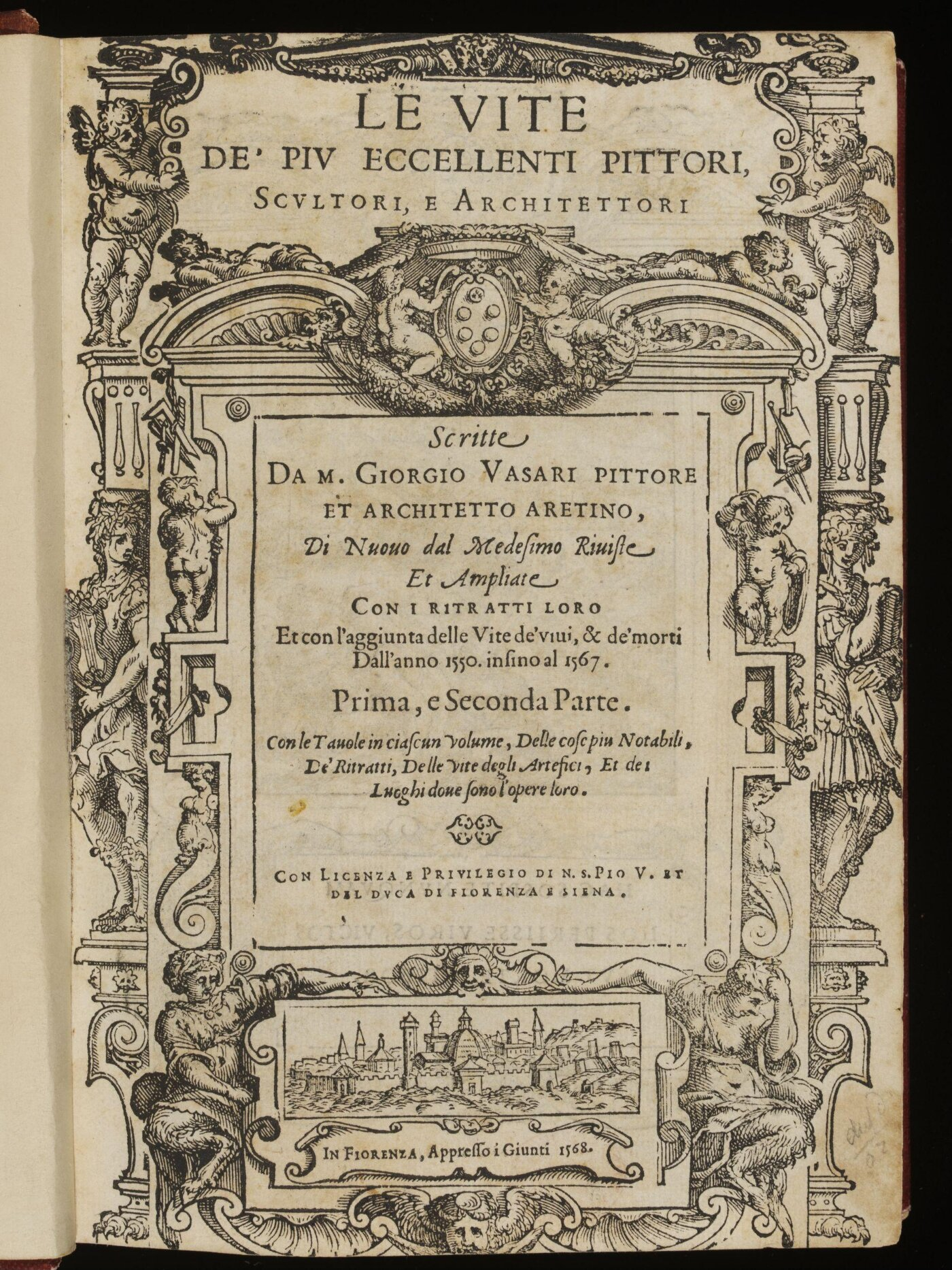
Les Vides de Giorgio Vasari constitueixen una obra fonamental que exercí una enorme influència en tota la historiografia de l'art

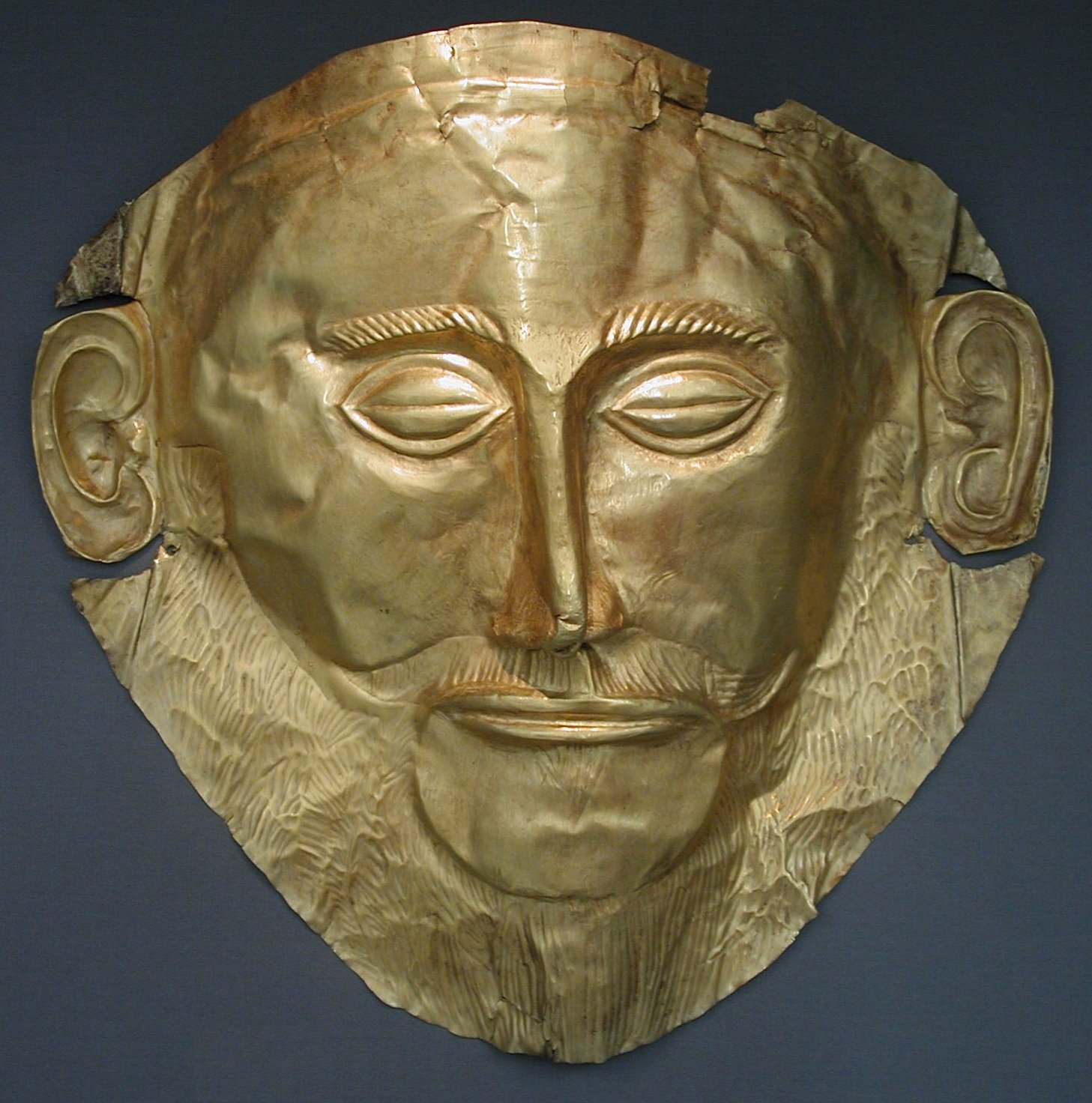
La màscara d'Agamèmnon és una màscara funerària d'or descoberta a Micenes el 1876 per Heinrich Schliemann, que la va atribuir a aquest heroi. En realitat s'ha datat al voltant del 1500 aC, uns segles abans de l'època en què es creu que es produí la guerra de Troia.

Els primers tractats sobre tècnica de l'escultura del segle v aC pertanyen a artistes grecs. El més conegut és el Cànon de Policlet, obra en la qual l'escultor exposa les innovacions que ell mateix va dur a la pràctica, com la posició del contrapposto. Segons Plini el vell, les seves indicacions foren adoptades com a lleis per altres artistes. Albrecht Dürer, durant els seus últims anys de vida, es va dedicar a recopilar estudis teòrics que havia fet sobre el cànon humà al Tractat de les proporcions del cos, editat pòstumament el 1528. Leon Battista Alberti, que es mostrà constantment interessat per la recerca de regles –tant teòriques com pràctiques– capaces d'orientar el treball dels artistes, anomena en les seves obres alguns cànons com, per exemple, a De statua, en la qual exposa les proporcions del cos humà.
La Naturalis Historiae de Plini el vell, els Mirabila de Pasiteles al segle i aC i altres obres van contribuir a difondre les teories històrico-crítiques dels filòsofs grecs que en el període hel·lenístic establien que l'escultor Fídies representava el cim del seu passat artístic. Pensadors romans com Ciceró i Quintilià formularen observacions crítiques d'interès sobre l'escultura i la pintura però, en conjunt, l'aportació de l'antiga Roma a la historiografia de l'art rau en la descripció de les obres i la transmissió de les notícies i els coneixements segons els precedents grecs perduts. Durant la baixa edat mitjana, els artistes comencen a signar les obres i, fins i tot, alguns d'ells es fan autoretrats en les seves obres, com l'escultor Arnau Cadell al monestir de Sant Cugat del Vallès (c. 1190); a causa de la falta de contractes, aquestes signatures són una de les dades més importants que té la historiografia de l'escultura romànica.
Durant el Quattrocento florentí es formula una teoria i una historiografia d'acord amb la nova pràctica i mentalitat artística. El gènere de les «biografies d'artistes», oblidat des de l'antiguitat clàssica –de fet aquest gènere va ser iniciat al segle iv aC per Duris de Samos– es torna a cultivar: Cennino Cennini amb el seu Libro dell'Arte i els Comentarii de Lorenzo Ghiberti són el testimoni més eloqüent de la profunda renovació que el renaixement va portar en el pla de la literatura artística. Durant el Cinquecento, Leonardo da Vinci va continuar aquesta tradició teòrica amb els seus escrits i tractats. Les Vides (1550) de Giorgio Vasari constitueixen una obra fonamental que exercí una enorme influència en tota la historiografia de l'art que es desenvolupà posteriorment.
Al món grec es va iniciar la recerca arqueològica amb les excavacions de  Schliemann entre 1868 i 1874, gràcies a les quals es van descobrir Ítaca, Troia i Micenes. Schliemann també va donar nom a la Màscara d'Agamèmnon:
| «                                            | He descobert les tombes, que, segons la tradició, corresponen a Agamèmnon, Cassandra, Eurimedont i els seus companys, assassinats durant el famós banquet per Clitemnestra i el seu amant Egist. | » |
| — Heinrich Schliemann. Necròpoli de Micenes. | |   |

Passat el temps, se sap que aquestes tombes pertanyen a segles anteriors als fets narrats per Homer, els quals Schliemann va prendre com a guia per al seu treball. Al segle xx va ser Arthur Evans amb l'excavació de Cnossos qui va establir una cronologia per a la cultura minoica. Amb tot això i noves excavacions, van canviant les denominacions: ja no es parla de la cultura cretenca, sinó de la minoica, i no de l'art micènic, sinó de l'helàdic.
El llibre L'art grec (1972) de Kostas Papaioannou nega que el període arcaic sigui una etapa inferior i prèvia al procés de l'estatuària grega plena aconseguida a l'anomenada segona etapa; segons diu, l'etapa de l'arcaisme va ser la de «presentar la realitat» i no «representar-la com una còpia de la realitat». Així, les figures arcaiques dels koúroi no són atletes retratats i reproduïts d'individus concrets sinó creacions artístiques que es poden interpretar com a signes culturals i, per tant, històrics.
Segons Panofsky, l'estudi concret de les obres d'art hauria de constar de tres anàlisis: primer una anàlisi preiconogràfica, en la qual se situï el període i l'estil, segons les seves formes, en termes descriptius; en segon lloc, una anàlisi iconogràfica, en la qual s'analitzin els elements que acompanyen l'obra, els seus diferents atributs o característiques, amb relació a la seva funció simbòlica; i, finalment, una anàlisi iconològica, en la qual s'estudiï el seu significat conceptual o ideològic en el context cultural de la seva època.

## Prehistòria

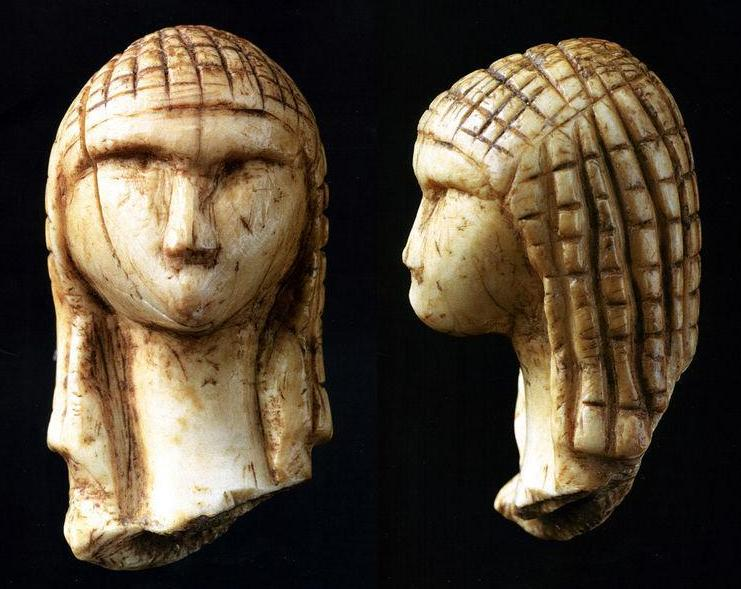
Vista frontal i lateral de la Venus de Brassempouy en ivori

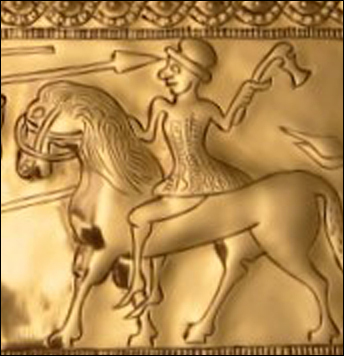
Part d'una placa de cinturó de bronze daurat de la Cultura de Hallstatt circa

L'art prehistòric es remunta al Paleolític inferior, quan l'home tallava el sílex tot percudint-lo contra una altra pedra: d'aquesta manera s'aconseguia el bifaç, un estri amb punta i tall que feien servir per defensar-se i per esquarterar i aprofitar la carn dels animals. L'any 1800 apareix la primera representació d'un bifaç, en una publicació anglesa, de la mà de John Frere. Posteriorment van fer servir el gravat, el relleu en pedra i en ossos d'animals. Apareixen representades les primeres figures humanes femenines de pedra, que mostren una gran exuberància en l'exaltació a la fertilitat: n'hi ha exemples d'entre 27.000 i 32.000 anys d'antiguitat. Aquestes figures es coneixen amb el nom genèric de «Venus» i, d'entre totes les que ens han arribat, cal destacar la de Willendorf, la de Brassempouy i la de Lespugue.
Durant el període magdalenià es van fer servir bastons i propulsors. Pel que fa al Paleolític superior, els exemples més abundants són talles o objectes gravats, els quals van evolucionar des d'una fase més primitiva, amb decoracions més esquemàtiques, fins a arribar a la representació de figures animalístiques que s'adaptaven a l'estructura de l'os. En l'anàlisi d'aquest tipus de peces, duta a terme per Serguei A. Semenov, es van apreciar empremtes realitzades amb ganivets de sílex i amb alguna espècie de burí que permetia fer osques, realitzar determinats detalls i eliminar el material sobrant.
L'argila també va ser un material utilitzat ja a la prehistòria. Es creu que la descoberta del procés de cocció i enduriment del fang va ser casual, probablement durant l'ús d'algun estri de fang en contacte amb el foc. Les primeres peces escultòriques que es coneixen procedeixen d'Egipte, la Xina, l'Índia i l'Orient Mitjà, llocs on cap al 4000 aC ja existien forns per a fabricar objectes de terrissa.
Més o menys per aquestes dates es va descobrir la fosa dels metalls. Un dels avenços més importants en la història de l'escultura va ser poder treballar el metall –primer el bronze i després el ferro–, la qual cosa serví per a fabricar eines més eficients i, a més a més, obtenir un nou material per realitzar obres escultòriques. Les eines de metall van permetre millorar la precisió i reduir el temps en el procés d'elaboració de les talles, tant de fusta com de pedra. El treball realitzat, primer en argila i després buidat en bronze, ja es coneixia a les antigues civilitzacions gregues i romanes i, a més, és el sistema que actualment encara s'utilitza. (Per a més detalls vegeu el procediment de la cera perduda).
A partir del segle v aC, en el darrer període de l'edat del ferro, els celtes van desenvolupar la cultura de La Tène, propagant-la per tot Europa; va representar una evolució de l'art aconseguit durant la cultura de Hallstatt. A la decoració de tots els seus objectes, espases, escuts, fermalls i diademes s'hi poden copsar motius d'animals, plantes i figures humanes. A partir del segle iii aC encunyen les primeres monedes seguint els models hel·lènics, així com obres figuratives com el Déu de Bouray, realitzat en xapa de coure repussada.

## Edat antiga

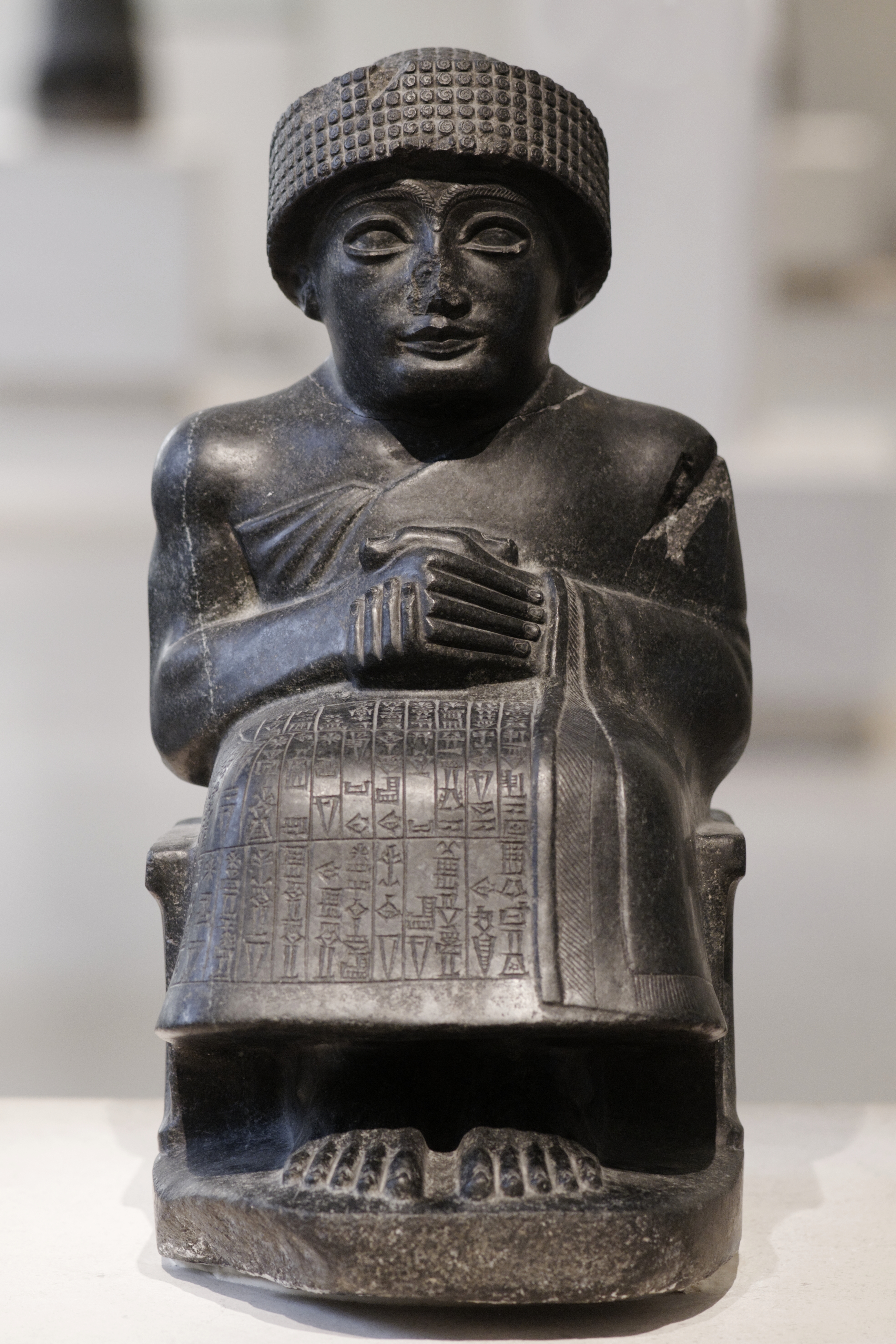
Estàtua sedent del rei Gudea de la ciutat estat de Lagash, a Mesopotàmia, circa 2120 aC

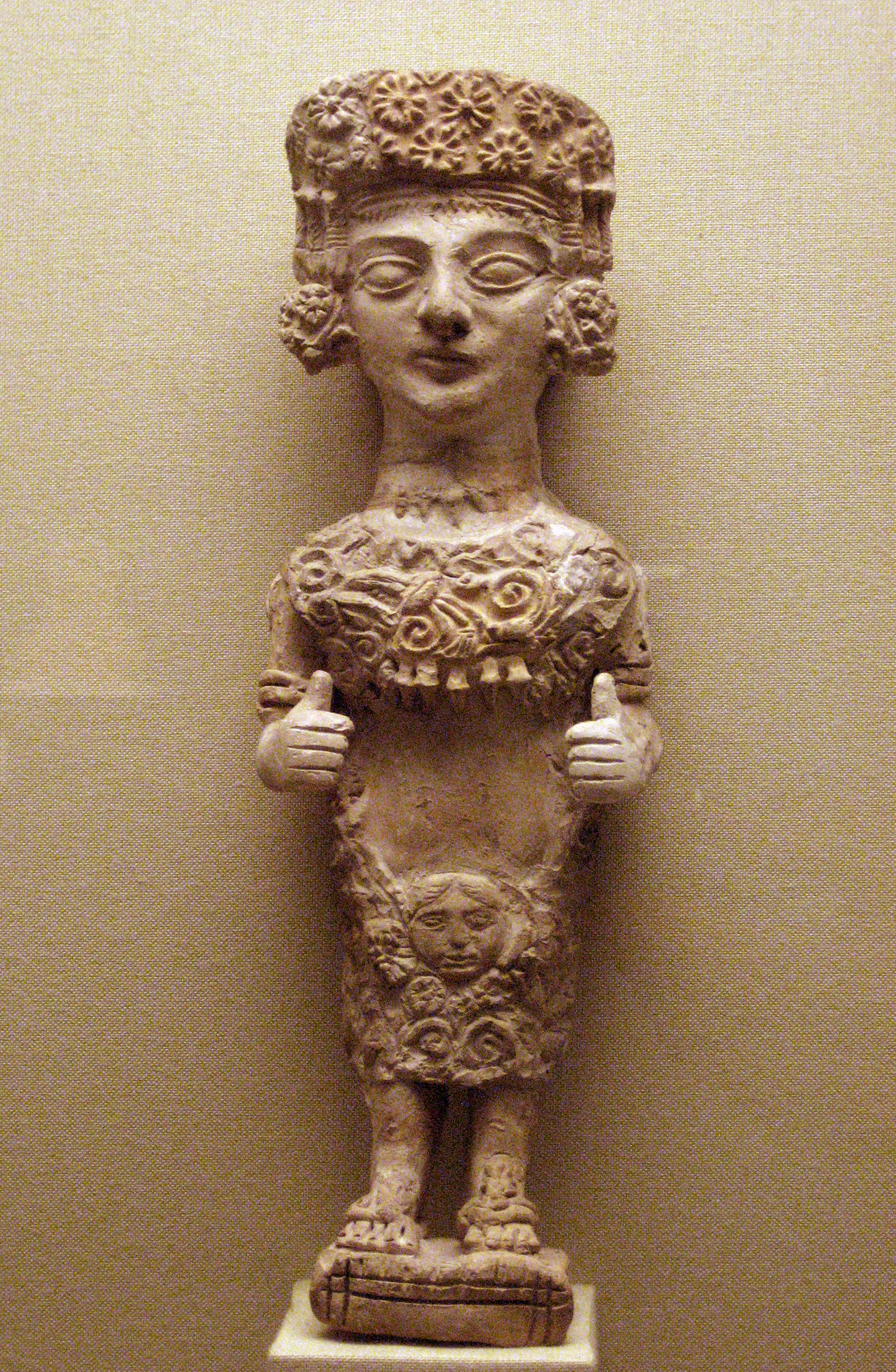
Imatge procedent de la necròpolis Puig des Molins a l'illa d'Eivissa (Museu d'Arqueologia de Catalunya), segle III-IV aC

L'escultura sumèria, pionera de l'Edat antiga, evita el nu, ja que es regeix pel convencionalisme social de no representar els individus de manera uniforme; per les vestimentes es podia conèixer el rang del personatge i la jerarquia a la qual pertanyia. En els grans relleus s'observa l'ús del nu, però només per a representar els vençuts. S'han trobat una gran varietat d'escultures –algunes del mateix rei– de l'època de Gudea, del 2144 aC al 2124 aC. Sense arribar a considerar-se dins la tècnica del retrat, totes presenten uns trets comuns i mostren la jerarquia social mitjançant el turbant que els cobreix el cap. A causa de l'escassetat de pedreres, l'escultura de Mesopotàmia es va realitzar fonamentalment amb argila; a les excavacions d'Ur (4000 aC) s'hi han trobat nombroses petites estàtues fetes amb aquest material.
Els sumeris van desenvolupar i difondre a altres civilitzacions l'ús del maó gravat amb un relleu i posteriorment esmaltat. Alguns exemples ben representatius són els relleus que adornen els palaus, les superfícies sepulcrals perses del palau de Persèpolis i el Fris dels arquers, una obra en maó esmaltat que hi ha al Palau Reial de Susa (404-359 aC).
A l'antic Egipte s'empraren materials duradors com la pedra. A aquesta civilització la caracteritza la jerarquia social establerta i una forta creença religiosa en l'altra vida. Com a resultat, van organitzar d'una manera molt professional l'explotació de pedreres i van arribar a realitzar unes escultures altament perfeccionades que van romandre inalterades durant molts segles. L'escultura tallada depenia molt del bloc cúbic del qual podien disposar. En les seves obres, en general, representaren les divinitats mitològiques, els faraons i d'altres personatges importants; també realitzaren, però, petites peces de figures en les quals quedaven reflectits els treballs domèstics. Moltes d'aquestes obres es col·locaven a les cambres sepulcrals.
Les estàtues que representaven als faraons es realitzaven sempre dempeus, amb els braços enganxats al cos o recolzats als genolls si estaven asseguts. Quan la representació era amb la família, els dos esposos solien estar agafats de les mans. Uns altres personatges molt representats eren els «escribes» els quals, en la majoria dels casos, apareixien asseguts a terra amb les cames creuades i amb els braços una mica separats del cos, mostrant en la seva composició una perfecta simetria.
De l'art púnic i grecopúnic se'n conserven multitud d'estàtues, en general femenines, i bustos de fang cuit, junament amb una diversitat d'amulets d'ivori i de metall que es van descobrir a les necròpolis d'Eivissa i Formentera. Es calcula que les més antigues són obres del segle viii aC, i que la seva fabricació va tenir continuïtat fins molt avançada la dominació romana.
Els ibers van ser un conjunt de pobles que van habitar la costa oriental de la península Ibèrica com a mínim des del segle vi aC. L'escultura ibera fou una de les millors manifestacions artístiques de la seva cultura. Les obres trobades, de pedra i bronze, provenen de tres grans àrees: d'Andalusia, del centre de la península Ibèrica i de la zona del Llevant. En aquesta darrera s'hi han descobert les mostres més excel·lents d'art ibèric en pedra, que actualment formen part de la col·lecció de museus, com el famós bust de la Dama d'Elx, d'inspiració grega, trobat a la població del seu nom i que s'exposa al Museu Arqueològic Nacional d'Espanya de Madrid.
L'estatuària arcaica grega va ser principalment religiosa. Els temples es decoraven amb imatges dels déus, de les seves gestes i batalles, i les figures s'allunyen del realisme. Les korai o koúroi no són retrats de persones concretes; als rostres se'ls posava un somriure fictici, un gest facial conegut en el món de l'art com «somriure arcaic». El Cap de Dipiló, una mostra simple de la modelació geomètrica arcaica, va pertànyer a una estàtua colossal (solament ell mesura 0,44 metres), està realitzat en marbre de Paros i data del segle vi aC. El Cap de Rampin (c. 560 aC) és una obra d'uns anys posteriors, és de mida natural i presenta un tractament molt més proper al naturalisme.

## Antiguitat clàssica

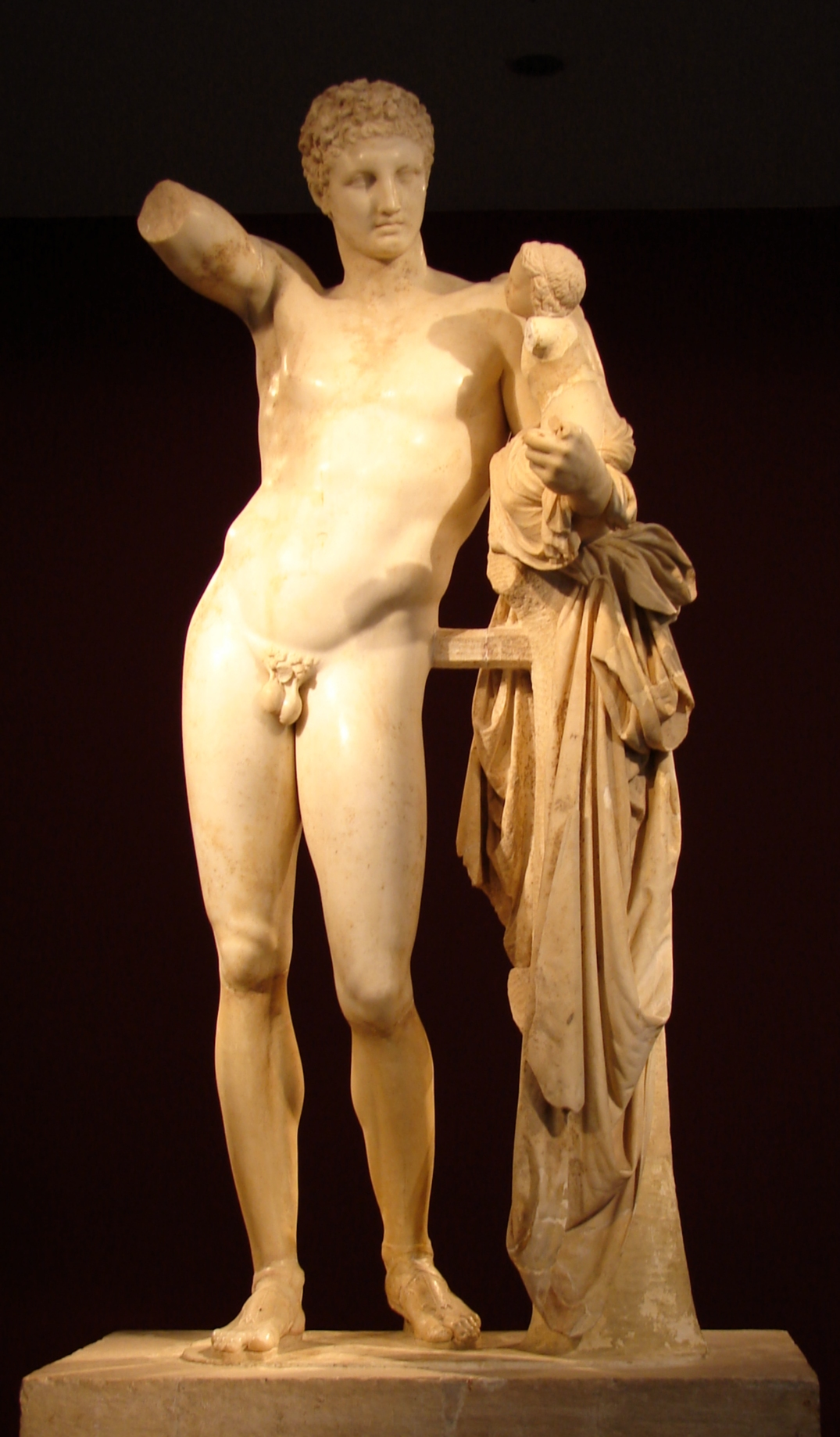
Hermes amb Dionís infant, escultura de Praxíteles, 350-330 aC

S'acostuma a fixar el període clàssic de l'antiga Grècia cap al segle v aC, entre el període arcaic i el període hel·lenístic. S'ha dit que l'escultura grega assolí un elevat grau de perfecció, qualitat que venia impulsada per la recerca d'una millor expressió de la bellesa de la figura humana, arribant a establir un determinat cànon i unes proporcions considerades «perfectes». Malauradament, l'Auriga de Delfos, la parella dels Guerrers de Riace i el Déu del cap Artemísion formen part de les poques escultures gregues en bronze que es conserven completes. Tant l'escultor Policlet com Fídies i Miró són considerats els pares de l'estil clàssic grec. Un dels artistes més significatius del període clàssic, amb el seu magnífic Hermes amb Dionís infant, fou Praxíteles, el qual era de la mateixa època que Lisip i Escopes de Paros. Durant el període hel·lènic s'observa que en la creació d'escultures hi ha una clara intenció d'intensificar el moviment i accentuar les emocions; el millor exemple n'és el conjunt escultòric de Laocoont i els seus fills.
Els etruscs van habitar la regió del nord i centre d'Itàlia aproximadament entre els segles IX i I aC, i trobaren en la seva escultura una de les expressions artístiques més importants. En gran part, el seu art derivava de l'art grec, però també van realitzar obres amb moltes característiques pròpies. L'estatuària vinculada als contexts fúnebres és, de llarg, la producció etrusca més abundant; el material d'elecció, per regla general, era la terracota. Es va iniciar així el desenvolupament d'un nou tipus d'urna de sepultura que, en els casos dels cossos que no eren incinerats sinó enterrats, assolia les dimensions d'un sarcòfag: en aquests casos consistia en una caixa decorada amb relleus als laterals i coberta amb una tapa en la qual es representaven els morts en una posició recolzada, com si estiguessin en un banquet, tal com s'observa en el cèlebre Sarcòfag dels esposos.
L'escultura romana clàssica va rebre la influència de l'etrusca i la grega, i els artistes romans arribaren a realitzar nombroses còpies d'obres gregues. Cal destacar les escultures commemoratives, com les de la Columna de Trajà (114), en la qual es narren diverses batalles en una espiral contínua que ocupa tota la superfície de la columna; una altra obra que cal citar és l'Estàtua eqüestre de Marc Aureli. Un dels tipus d'escultura que més van desenvolupar, però, van ser els retrats, obres amb un marcat caràcter psicològic i realista que es van distribuir per tot l'Imperi Romà.

## Edat mitjana

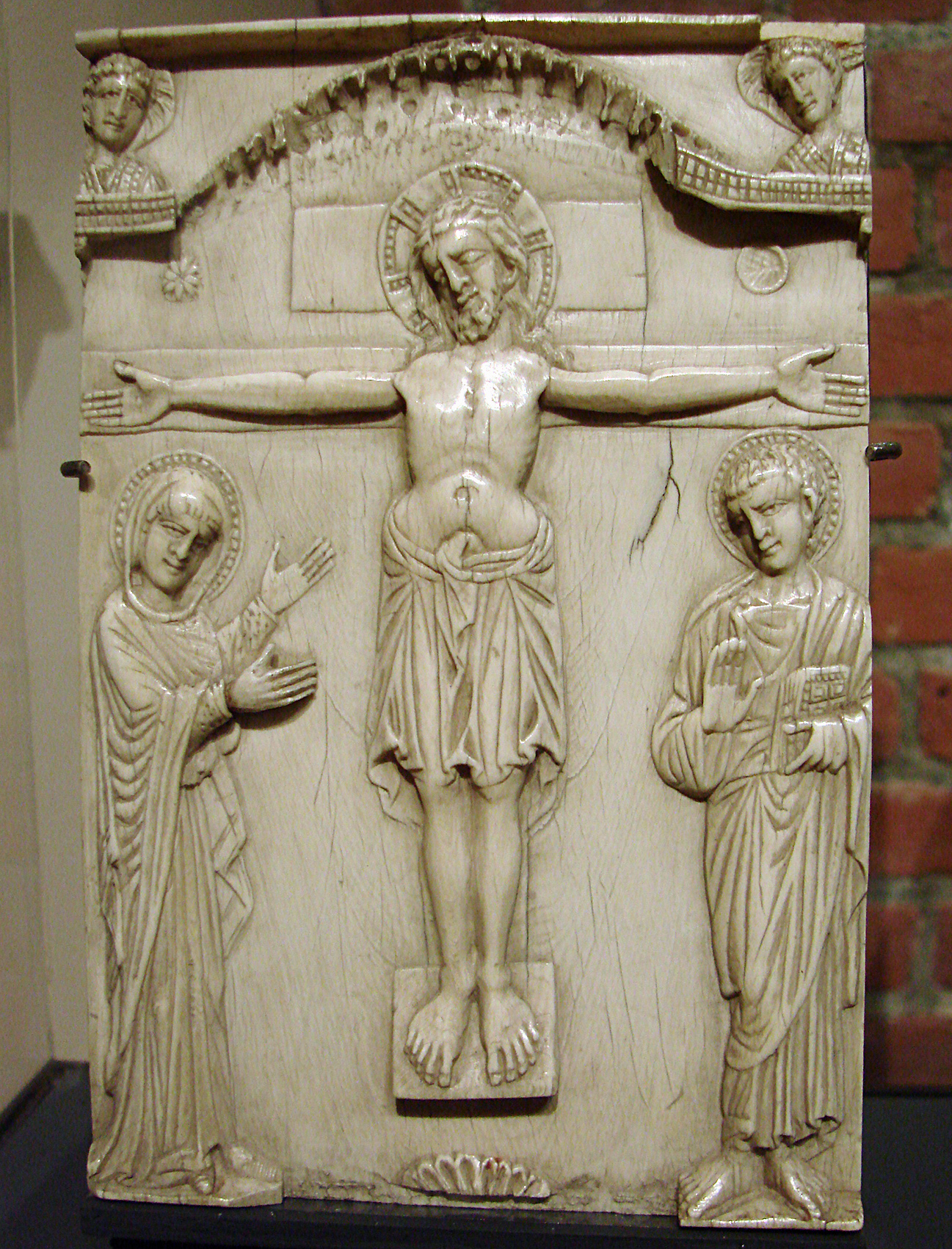
Placa d'ivori romà d'Orient de finals del segle X

Les obres escultòriques més destacades de l'Imperi Romà d'Orient són els treballs ornamentals dels capitells, amb motius vegetals i animals enfrontats. N'hi ha bons exemples a Sant Vidal de Ravenna o als sarcòfags de la mateixa ciutat on hi ha representats temes del Bon Pastor. S'han conservat poques obres escultòriques exemptes: les més nombroses són relleus en ivori aplicats a cofres, díptics o la cèlebre Càtedra del bisbe Maximilià, una obra tallada cap a l'any 550. Durant el període de l'art otonià el que es produïren no foren obres de grans dimensions sinó petites escultures en ivori i bronze a les que s'hi afegien incrustacions de pedres precioses. També de bronze són les portes de l'església de Sant Miquel de Hildesheim, una obra molt relacionada amb l'art romà d'Orient i l'art carolingi. Un altre material emprat fou la fusta, amb la qual es realitzaren imatges recobertes d'or que es feien servir com a reliquiari; entre aquestes, destaca el Crucifix de Gero de la catedral de Colònia, una obra del segle x realitzada en fusta policromada.

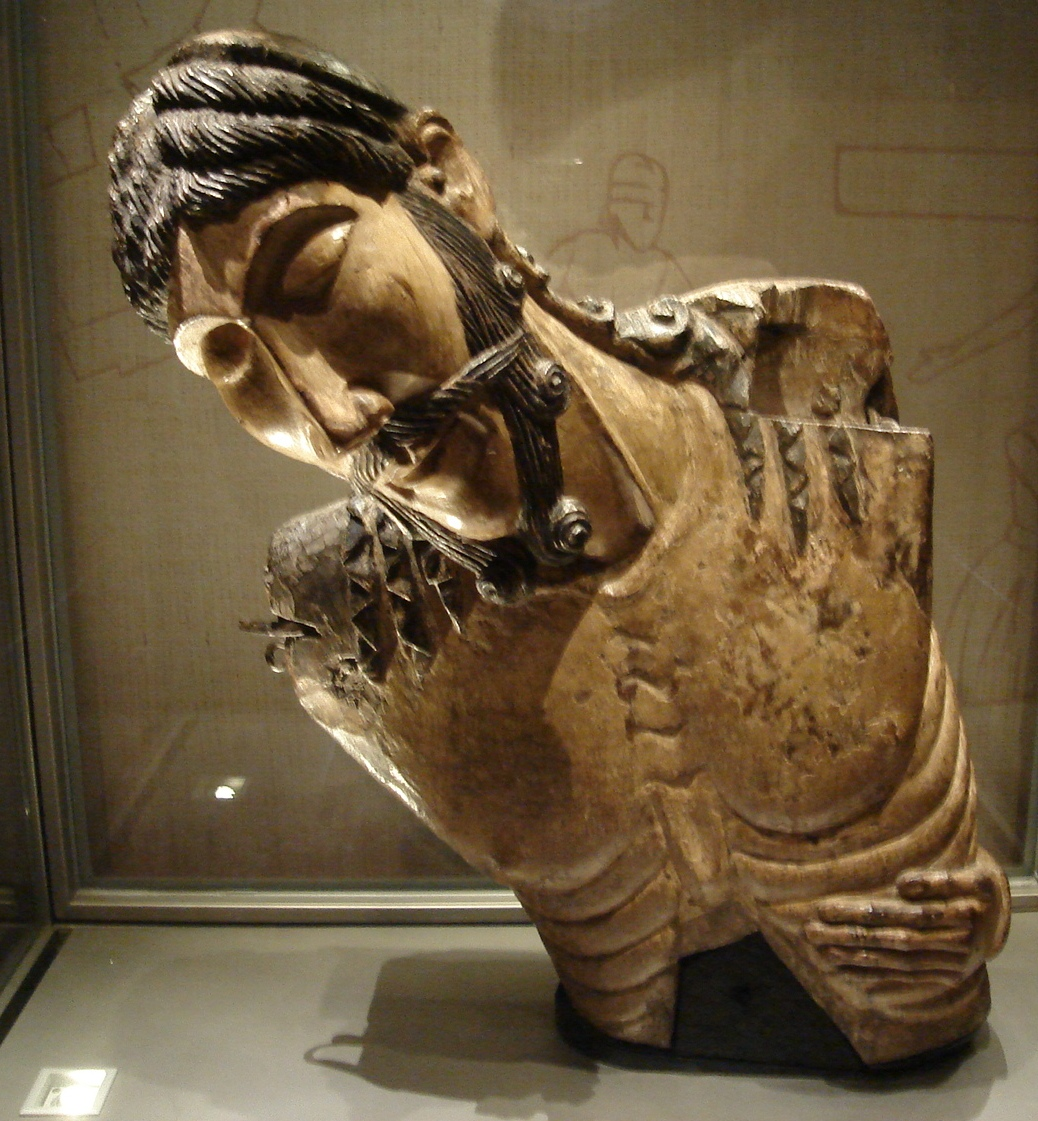
El Crist de Mijaran del a l'església de Sant Miquèu de Viella

L'art romànic es va expandir per tot Europa entre els segles xi i xiii. L'escultura aplicada a l'arquitectura va anar prenent una forma més monumental sota l'impuls d'una església que en aquesta època estava orientada, per una banda, per les directrius de l'Orde de Cluny i, per l'altra, per l'increment de les rutes de pelegrinatge, principalment les de la Catedral de Santiago de Compostel·la o l'abadia de Santa Fe de Concas. Diverses parts de les esglésies –timpans, portades i capitells amb històries sobre temes bíblics– eren tractades pels escultors amb un gran realisme. El Maiestas Domini i el Judici Final foren els temes iconogràfics més representats. Deixant de banda els reliquiaris xapats amb metalls, el material més emprat fou la fusta, que era usada per l'elaboració d'imatges de devoció. Les «mares de Déu amb l'infant» varen ser molt representades per tota Catalunya i pel sud de França encara que, pel que fa al valor iconogràfic, la imatge més important del romànic va ser el Crist Majestat. Entre els nombrosos exemples destaquen el Crist que hi ha a Santa Faç de Lucca, el de la Catedral de Milà, el Crist de Mijaran i la Majestat Batlló.
El període entre els segles xiii i xv va ser escenari d'un important desenvolupament econòmic a tota l'Europa occidental. Encara que l'escultura continua emmarcada dins dels grans edificis religiosos, les formes són molt més naturals i també s'aplica en sepulcres, cadirats del cor i retaules. Les portalades presenten sants o apòstols amb un caràcter quasi exempt, amb formes més dinàmiques i allargades, i queden ubicats sota dossers que presenten pinacles.

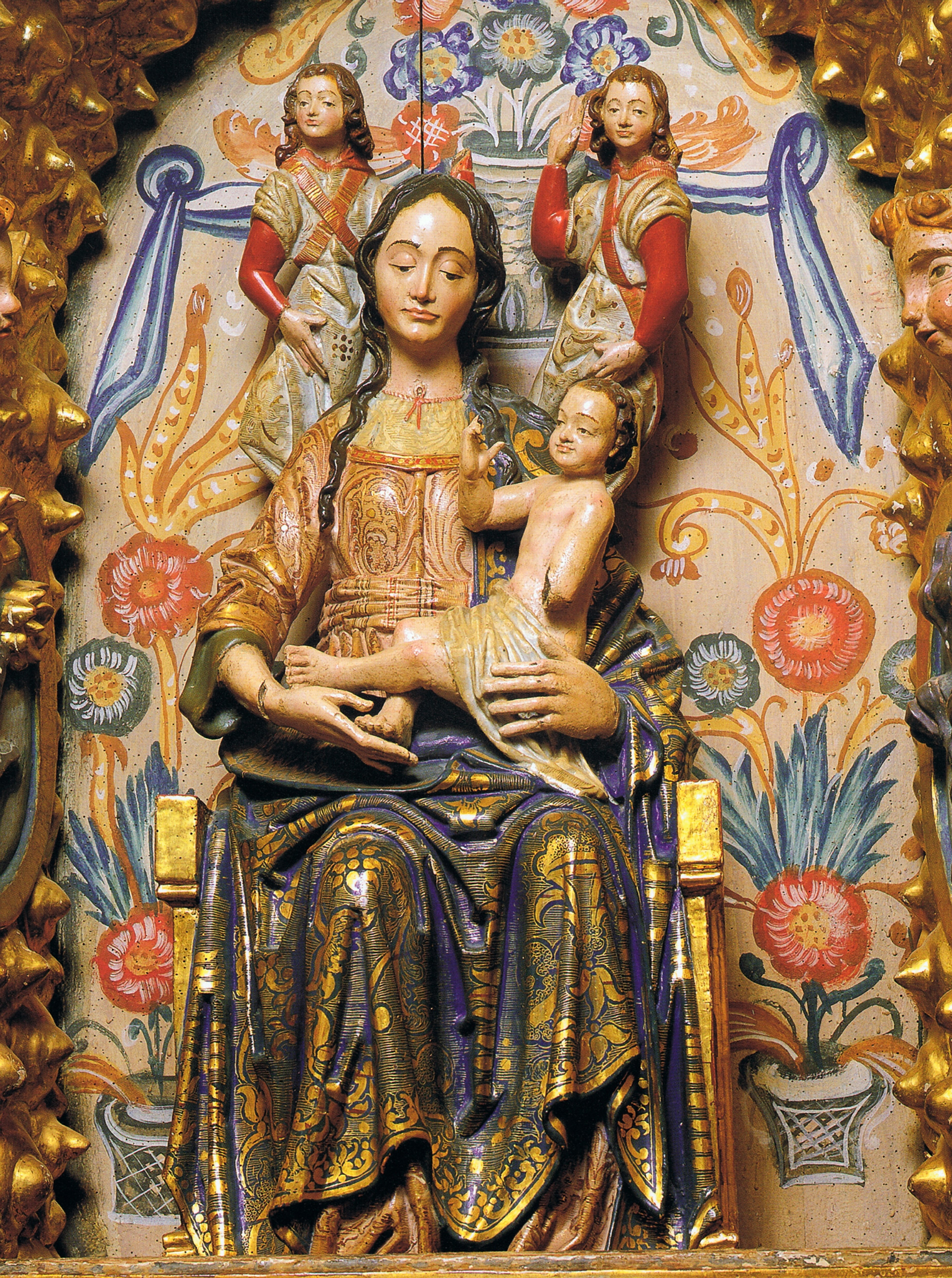
Mare de Déu dels Àngels (c. 1500) d'Alejo de Vahía (Villafrechós)

La porta de la Catedral de Chartres (1145) és un dels primers exemples d'escultura gòtica: hi ha representats animals fabulosos que donen forma a les gàrgoles, recurs amb el qual l'artista aconseguí un gran efecte plàstic. A Alemanya, tant a l'exterior com a l'interior de la Catedral de Bamberg (segle xiii) s'hi troben unes escultures ben significatives, com l'Estàtua eqüestre del Cavaller de Bamberg. Una innovació són les escultures sobre temes dramàtics, amb escenes de la Passió de Crist i la Pietat, entre d'altres. Al final del període gòtic, a Alemanya s'hi realitzen uns magnífics retaules, duts a terme per artistes com Tilman Riemenschneider o Veit Stoss. Al regne de Castella hi van treballar els escultors Gil de Siloé i Alejo de Vahía.
Pel que fa al regne d'Aragó, Aloi de Montbrai va realitzar el Retaule dels Sastres de la Catedral de Tarragona i Pere Moragues va esculpir el sepulcre de Fernández de Luna, peça que es troba a la Catedral de Sant Salvador de Saragossa. També cal destacar el relleu de Sant Jordi del Palau de la Generalitat de Catalunya, executat per Pere Joan.
El flamenc Claus Sluter va deixar una de les seves millors obres a la cartoixa de Champmol, situada prop de Dijon (França), on a més a més de la portalada va realitzar el pedestal del pou hexagonal del claustre, conegut com el Pou de Moisès. A Itàlia, a Pisa i Siena els escultors Nicola Pisano i el seu fill Giovanni Pisano van deixar obres d'una gran qualitat en les quals anuncien el pas cap a una nou tipus d'escultura.

## Edat moderna
Hi ha disparitat de criteris per fixar l'inici de l'edat moderna: alguns autors la relacionen amb la caiguda de Constantinoble (1453), i d'altres la situen en l'any del descobriment d'Amèrica (1492). Hi ha més consens amb la data de finalització, la qual vindria donada per l'esclat de la Revolució Francesa (1789). Els historiadors d'art consideren que l'escultura renaixentista s'inicià amb el concurs convocat l'any 1401 per a realitzar les portes del baptisteri de Sant Joan de la ciutat de Florència, una prova en la qual es van presentar els escultors Filippo Brunelleschi i Lorenzo Ghiberti.

### Renaixement

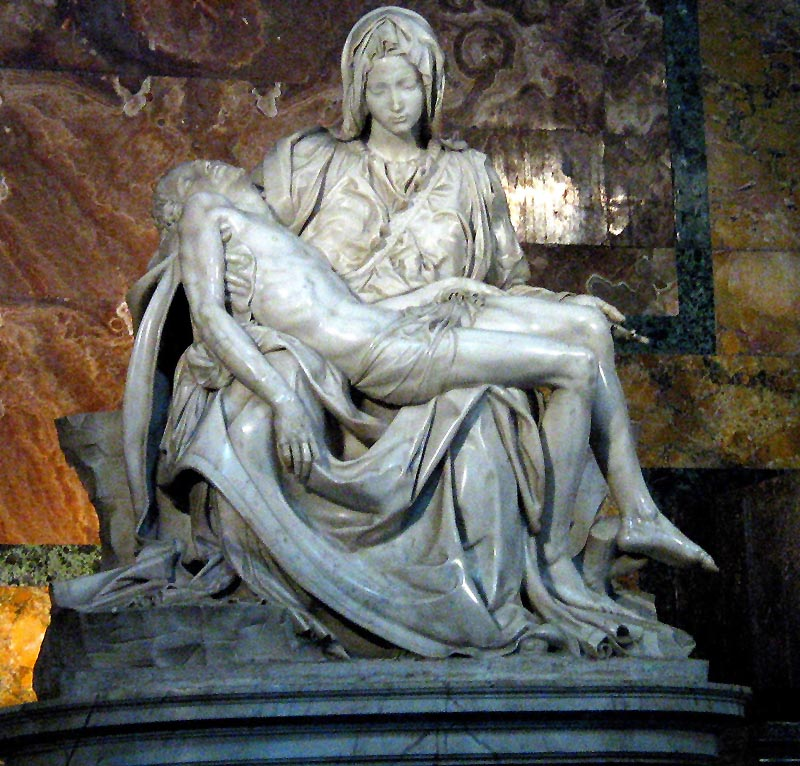
Pietat del Vaticà, obra del renaixement de Miquel Àngel Buonarroti

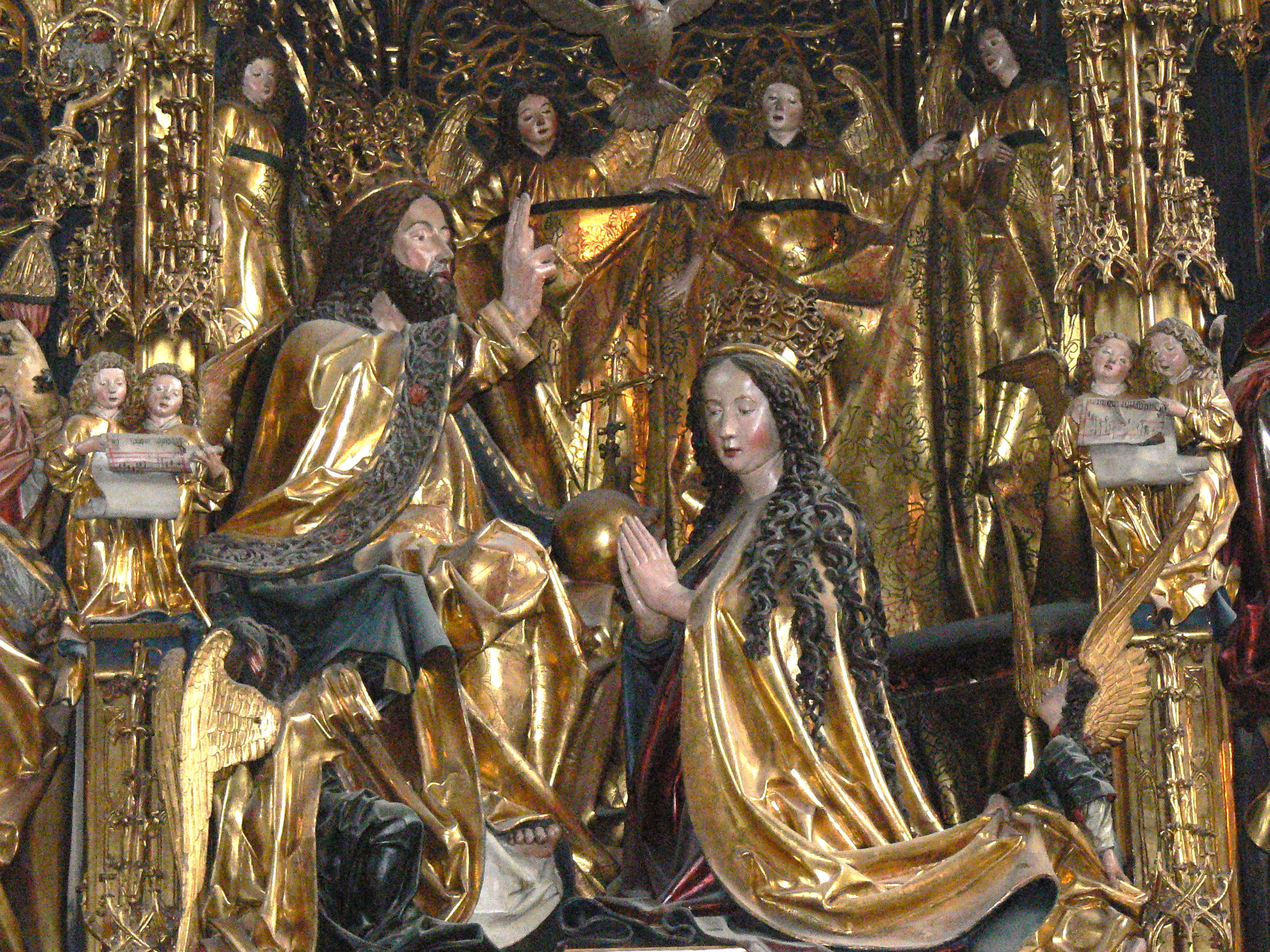
Detall d'un retaule per Michael Pacher

La nova forma artística del Renaixement plantava arrels en l'escultura de l'antiguitat clàssica, cercant una total exaltació de la bellesa. La matemàtica es va convertir en el seu principal ajut, aplicant a totes les arts determinats principis i lleis com, per exemple, la perspectiva. Van sorgir com grans mecenes com els Mèdici de Florència i els papes de Roma, així com diversos cardenals, prínceps i també gremis. En aquesta època l'escultura que es va produir pràcticament quedà alliberada del marc arquitectònic, i els personatges mostraven expressions plenes de dramatisme: transmetien la sensació d'una gran terribilità en els sentiments exposats, tal com s'observa en escultures de Miquel Àngel com, per exemple, en el rostre del seu David. Durant les diferents etapes del quattrocento i del cinquecento a Itàlia es van realitzar les millors obres del renaixement gràcies a l'activitat de grans escultors com Donatello, Jacopo della Quercia, Luca della Robbia, Andrea del Verrocchio i Miquel Àngel, l'artista més representatiu.
A la resta d'Europa es va anar incorporant el nou estil una mica més tard i per influència directa d'Itàlia i els seus escultors. Molts d'ells van viatjar a altres països: Andrea Sansovino ho va fer a Portugal i Pietro Torrigiano a Anglaterra; aquest va anar més tard a Espanya, on també hi van treballar Domenico Fancelli i Jacopo Torni juntament amb els escultors d'origen francès Felipe Bigarny i Juan de Juni. Cal destacar els treballs de Bartolomé Ordóñez a Barcelona (al rerecor de la catedral de la ciutat) i d'Alonso Berruguete a Castella. L'escultura alemanya no va ser gaire important durant el renaixement; entre els seus escultors cal destacar Michel Erhart i Michael Pacher. Als Països Baixos, Conrad Meit fou un especialista en retrats i Jacques du Broeuq va realitzar nombroses obres; aquest fou mestre de Giambologna, el qual també era flamenc però desenvolupà la seva obra a Itàlia. A França es van afaiçonar escultures amb gran influència italiana: a Pierre Puget se l'anomenava el «Bernini francès». Un dels temes més habituals foren els monuments sepulcrals, en els quals la figura del jacent era tractada amb un gran realisme: s'hi representa el difunt com un cadàver o, fins i tot, com un esquelet, en el moment de la fugida de l'ànima del cos, com és el cas del de Joana de Borbó al Louvre. D'aquest tipus en són dues obres realitzades amb policromia blanca, negra i grisa per Ligier Richier: el Memorial de René Chalon (localitzat a Bar-le-Duc, en el qual l'esquelet, parcialment descarnat, eleva amb la mà el seu cor cap al cel) i el demacrat cos jacent de Philippe de Gueldre de l'església des Cordeliers de Nancy. Aquesta al·legoria de la resurrecció dels morts arriba mitjançant el camí de la terribilità italiana i del desvetllament de l'interior del cos, encara que als ulls de la ciència no presenta una anatomia perfecta.

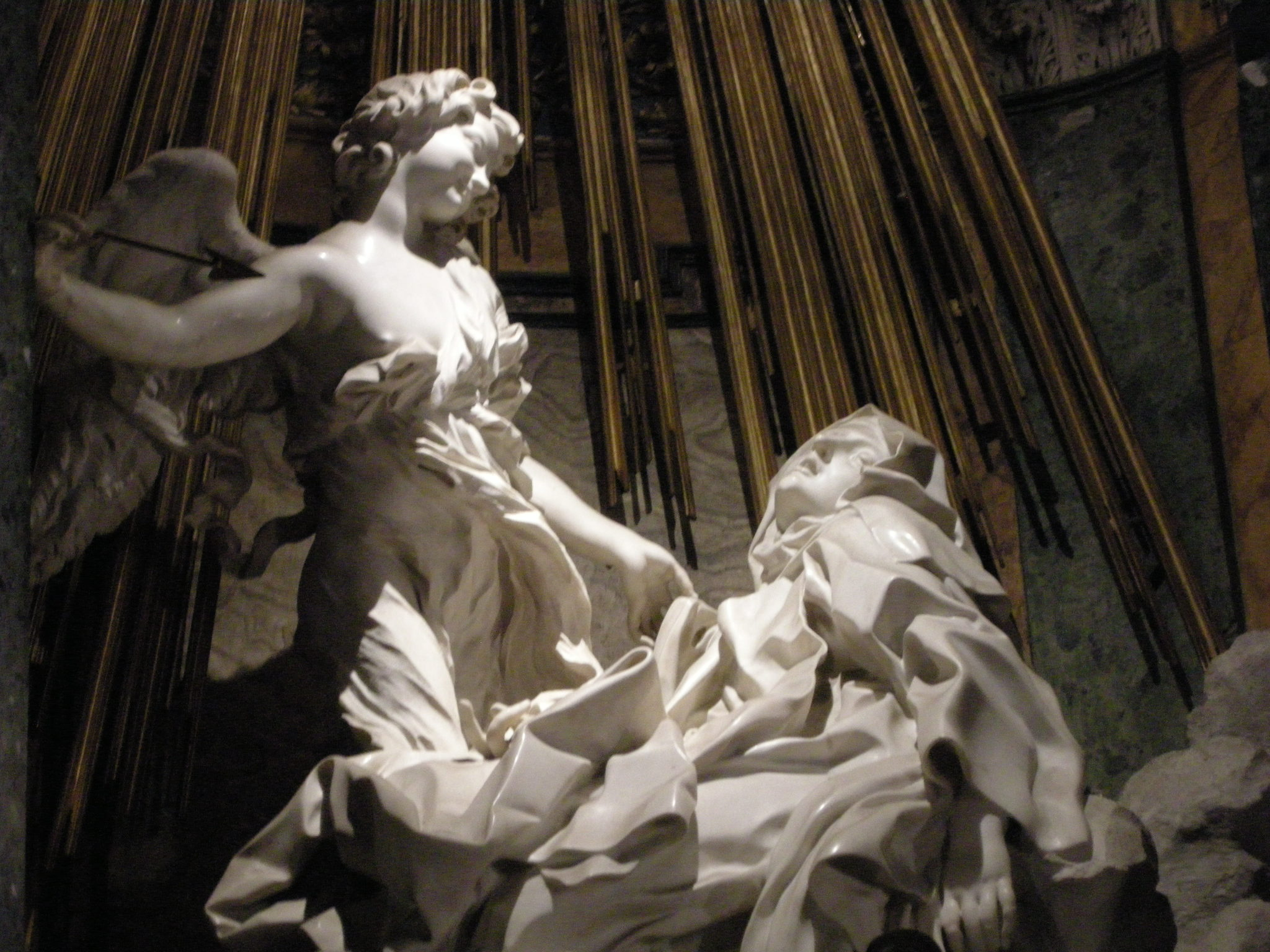
Èxtasi de Santa Teresa per Bernini (1652)

### Manierisme i barroc
Giambologna és qui presenta en la seva escultura –com per exemple en El rapte de les sabines– l'estil del manierisme. A la fi del cinquecento, els escultors van tractar les figures allargant les seves proporcions, mostrant uns posats artificials i oposats –és a dir, dona i home, vellesa i joventut, bellesa i lletgesa– i amb la sinuositat d'unes formes anomenada serpentinata, una espècie de moviment de rotació a les figures i als grups escultòrics.

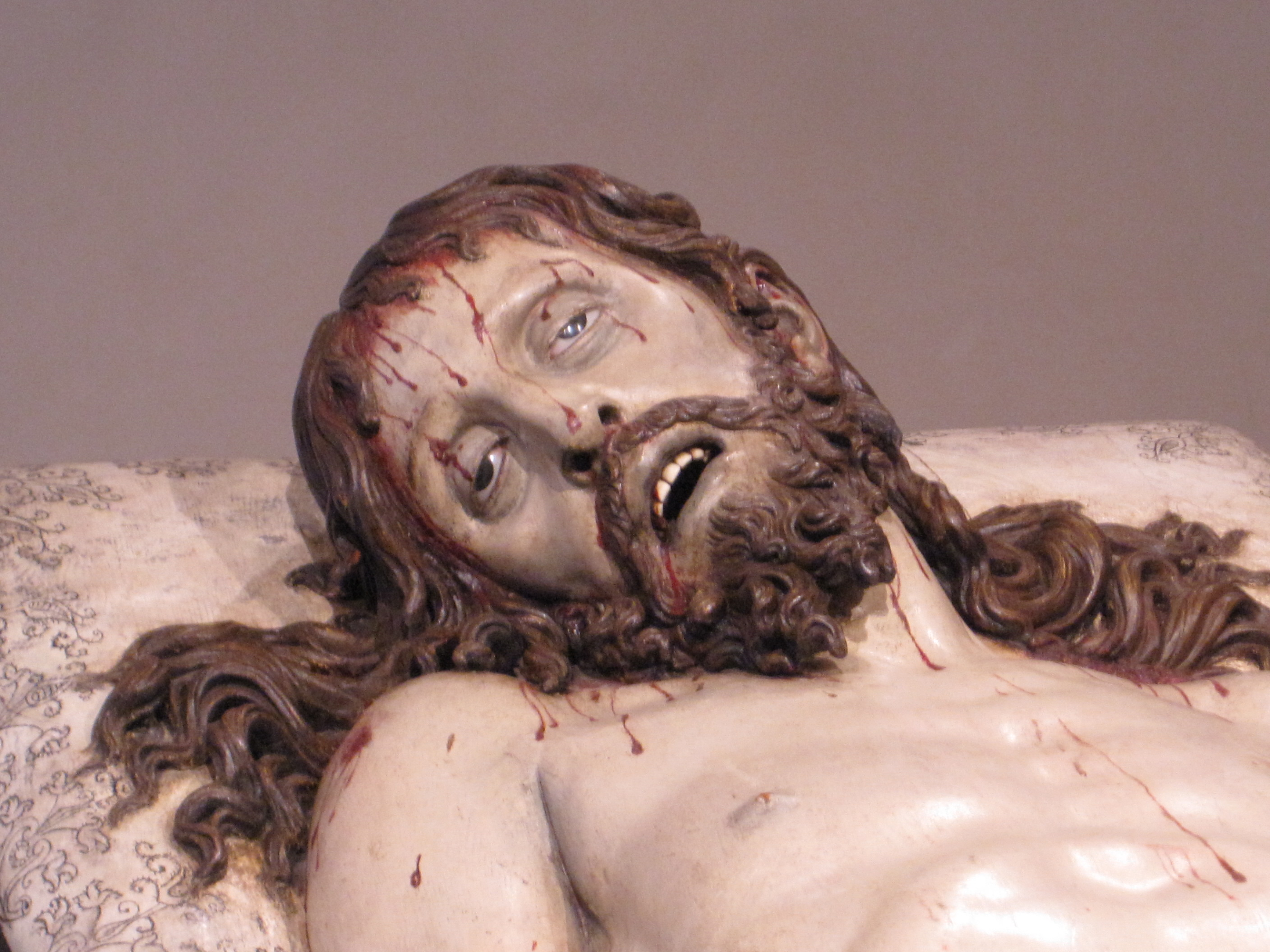
Rostre del Crist jacent per Gregorio Fernández

El concili de Trento, que tingué lloc entre els anys 1545 i 1563, va marcar una nova línia per les imatges religioses. Gian Lorenzo Bernini va ser l'escultor que més va influir en l'escultura barroca, amb obres com David, Apol·lo i Dafne i la seva escultura més coneguda, l'Èxtasi de Santa Teresa, en la qual cerca efectes emotius i dramàtics. A França destaquen els escultors Simon Guillain i Jacques Sarrazin amb retrats de la noblesa, François Girardon –que realitzà la tomba del cardenal Richelieu amb un gran efecte teatral– i Pierre Puget, el qual va desenvolupar tota la seva escultura a la cort de París per al jardí del Palau de Versalles. La proporció d'escultura religiosa a Espanya durant aquest període és sorprenent: a part de les escultures per a interiors d'església, façanes i devocions particulars, s'hi van afegir les que es treien en processó per Setmana Santa; a més a més, van sorgir dues escoles a la Península, la castellana i l'andalusa, amb imatges que representaven escenes de la Passió de Jesús realitzades en fusta policromada, amb ulls i llàgrimes de vidre i que ressaltaven el sofriment i l'emoció dels temes tractats. Entre els escultors es poden destacar Gregorio Fernández, Juan Martínez Montañés, Francisco Salzillo, Pedro de Mena i Alonso Cano.

### Neoclassicisme

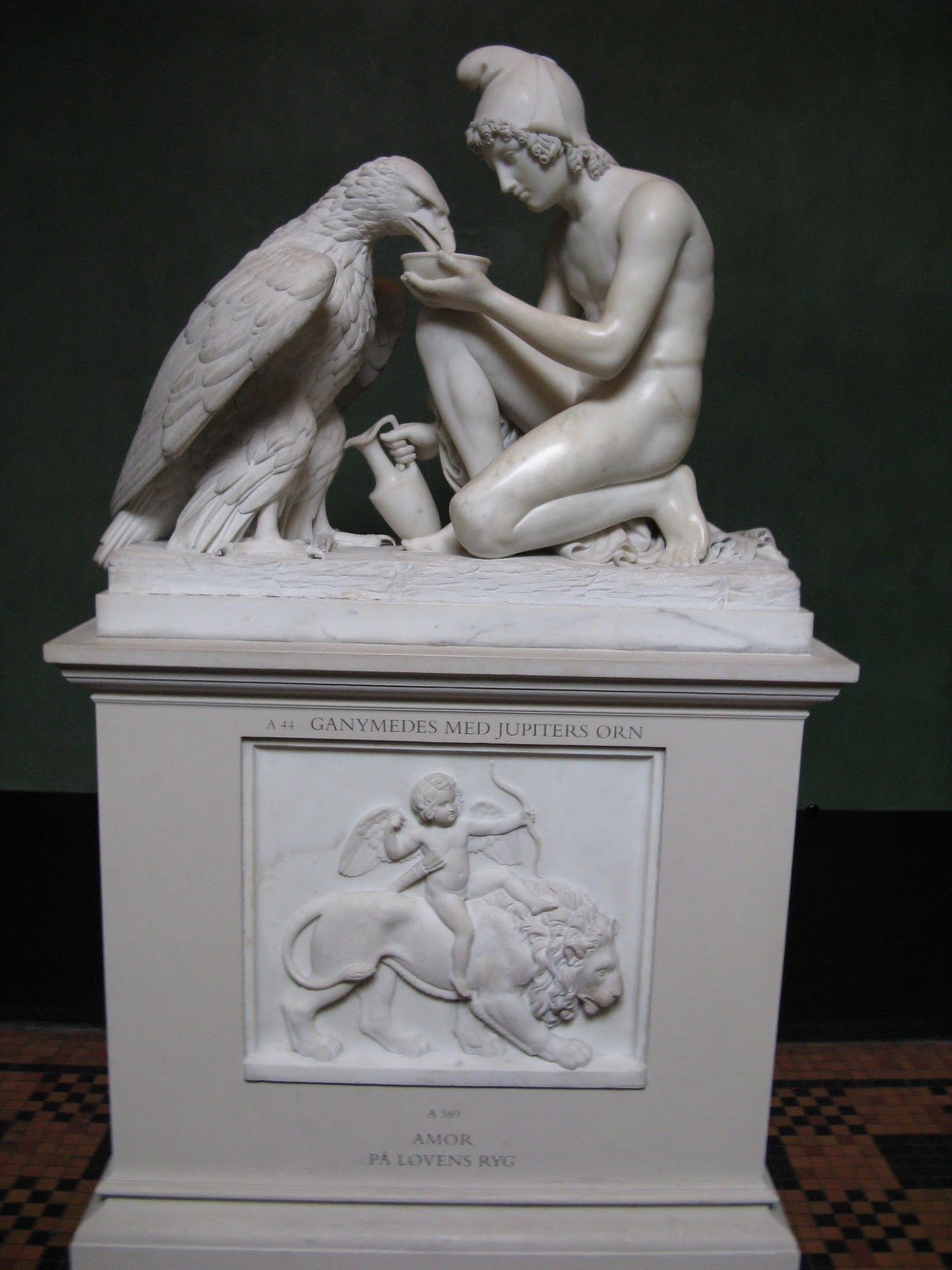
Ganímedes i l'àguila, per Bertel Thorvaldsen 1817

A mitjan segle xviii, els consells donats per Johann Joachim Winckelmann d'«alimentar el bon gust en les fonts directes i prendre exemple en les obres dels grecs» va fer que molts escultors es dediquessin a copiar en lloc d'imitar. Jean-Antoine Houdon, encara que amb d'origen barroc, va ser un dels escultors francesos més reconeguts del neoclassicisme. La seva escultura va ser de caràcter serè i d'un verisme sense detalls anecdòtics, amb un procés per aconseguir la puresa i la bellesa ideal de l'Antiguitat. Gran part de la seva obra van ser retrats dels personatges més cèlebres del moment, com Napoleó, Jean de la Fontaine, Voltaire i George Washington, entre d'altres. De totes maneres, la seva influència va ser molt més petita que la de l'altre gran escultor en aquest gènere, l'italià Antonio Canova, la fama del qual es va estendre per tot Europa. La seva gran versatilitat des dels seus inicis, amb el barroc, rococó i neoclassicisme, el van convertir en el gran innovador de la seva època. En general es va tractar d'evitar les contorsions extremes del barroc i el tema es va centrar en la mitologia grecoromana, el nu i els retrats. Els materials emprats van ser preferentment el bronze i el marbre. Bertel Thorvaldsen es va distingir de Canova en el fet que la seva obra era més propera a les exigències més ortodoxes del neoclassicisme, més freda i més estàtica. Cal assenyalar entre els artistes del neoclassicisme al català Damià Campeny, el qual durant la seva estada a Itàlia va conèixer l'obra de Canova –en ser un gran seguidor–, i també a un altre escultor notable, l'andalús José Álvarez Cubero.

## Edat contemporània

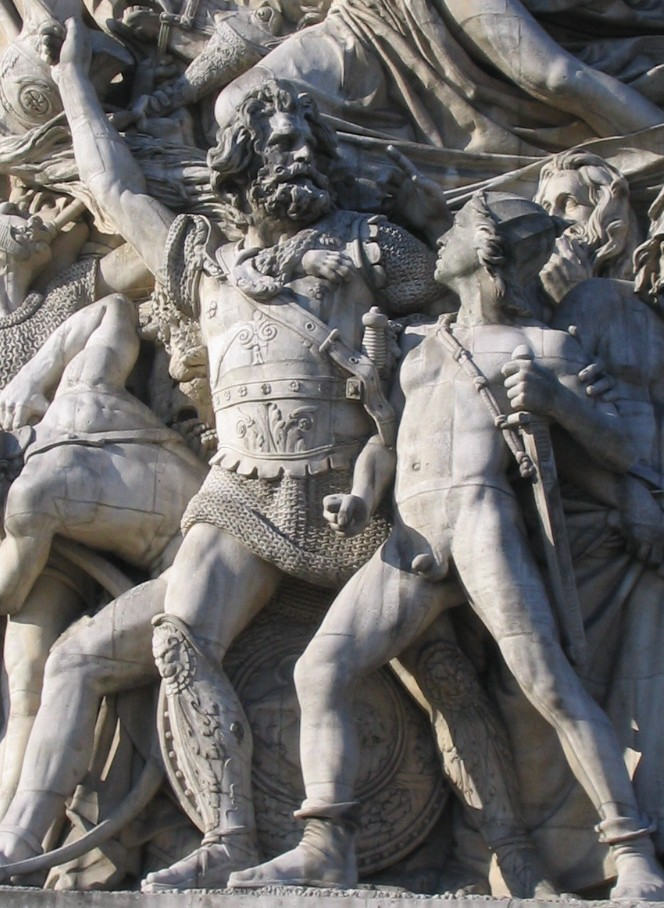
Detall de La marxa dels voluntaris de 1792 a l'Arc de Triomf de París per François Rude

Des del segle xix, els mitjans de comunicació van tenir un paper cada vegada més important, ja que donaven una visió de l'art que es realitzava arreu del món: els estils es desenvolupaven cada vegada més ràpidament, arribant molts a juxtaposar-se, a conviure entre ells o, fins i tot, a enfrontar-se. La paraula avantguarda –per referir-se a un terme d'art– es va començar a emprar a la fi del segle xix, assenyalant els artistes englobats dins d'una activitat de revolució artística i amb ànims de realitzar una transformació de l'art. La seva característica principal va ser la llibertat d'expressió, i es va aplicar en primer lloc a les tendències del cubisme i el futurisme. L'escultura podia deixar d'imitar la realitat, valorant el buit, els jocs de llum, el volum en negatiu o afegint moviment per acció mecànica o per agents atmosfèrics. Es van explorar nous materials tals com, entre d'altres, l'acer, el ferro, el formigó i els plàstics.

### Romanticisme i impressionisme
Durant el període del romanticisme es va produir un aïllament de l'escultura, la qual no va entrar plenament en les idees d'aquest moviment, degut en el fet que en aquesta època s'aspirava a representar l'entorn complet de l'home en una «obra d'art total» (Gesamtkunstwerk), imaginada pel pintor alemany Philipp Otto Runge. Actualment es troben moltes obres escultòriques a places i edificis públics realitzades durant el segle xix, i totes elles conserven l'estil del barroc o clàssic.

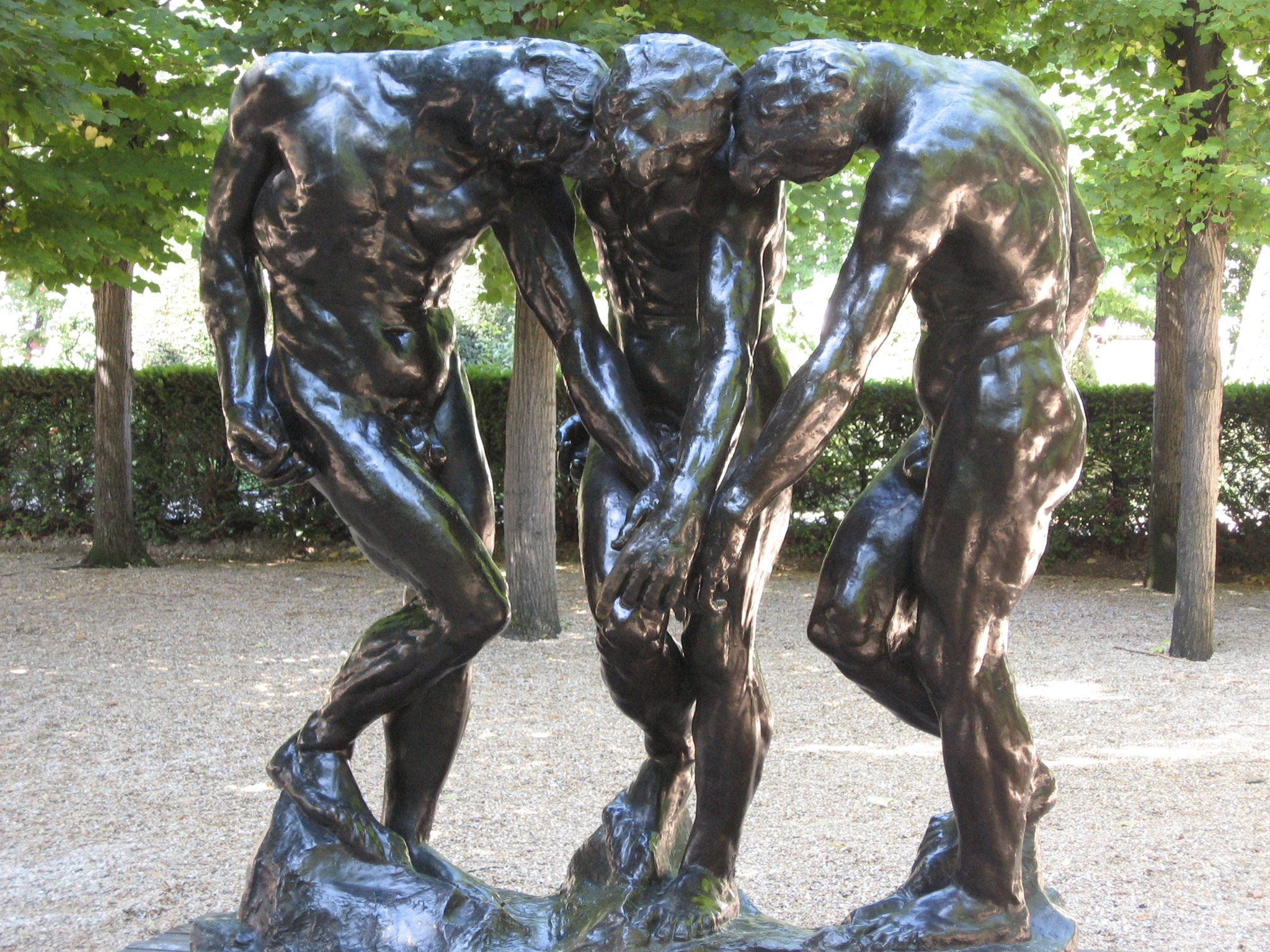
Les tres ombres (c. 1886) per Auguste Rodin

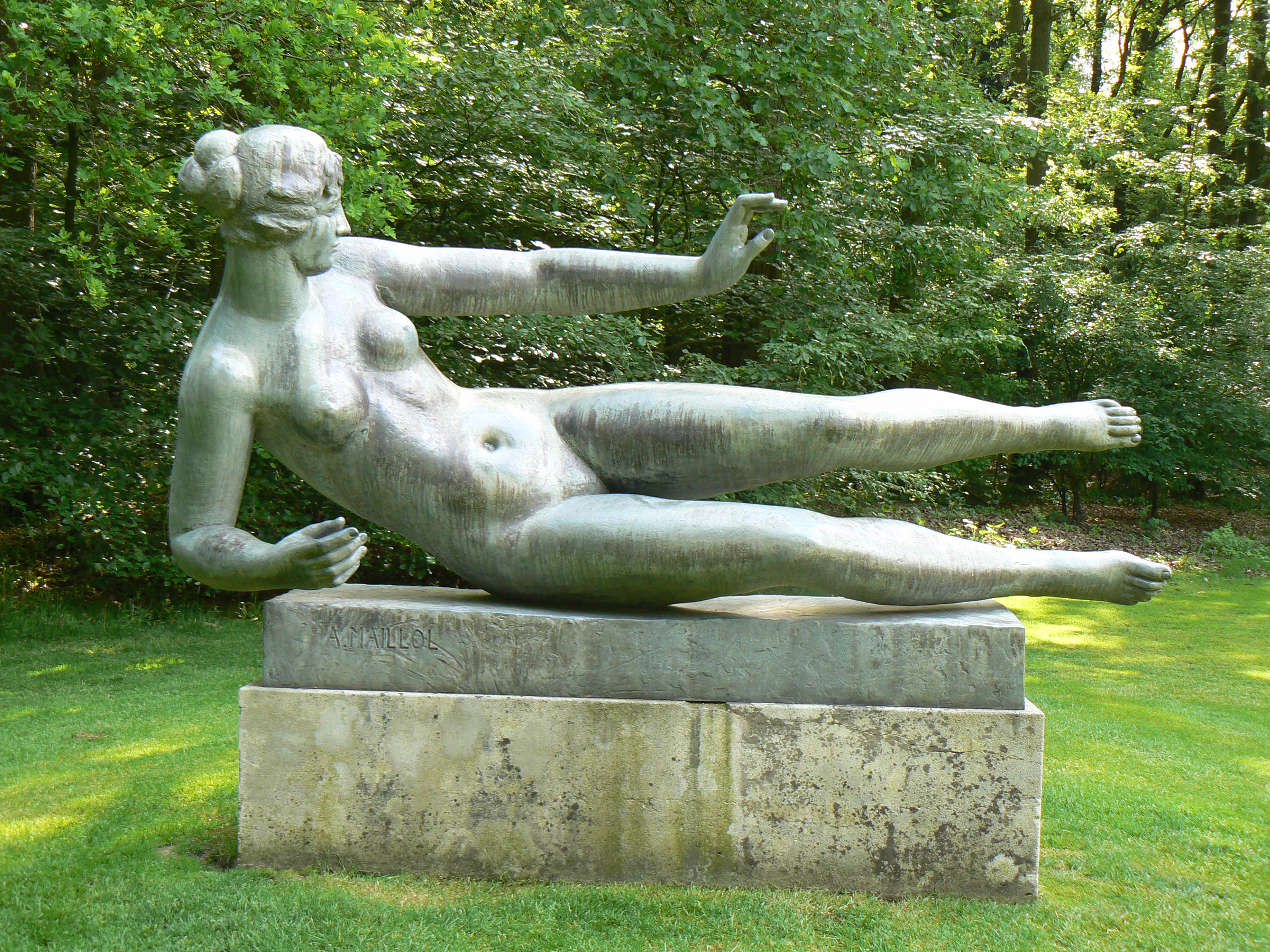
L'Air (1939) per Aristides Maillol

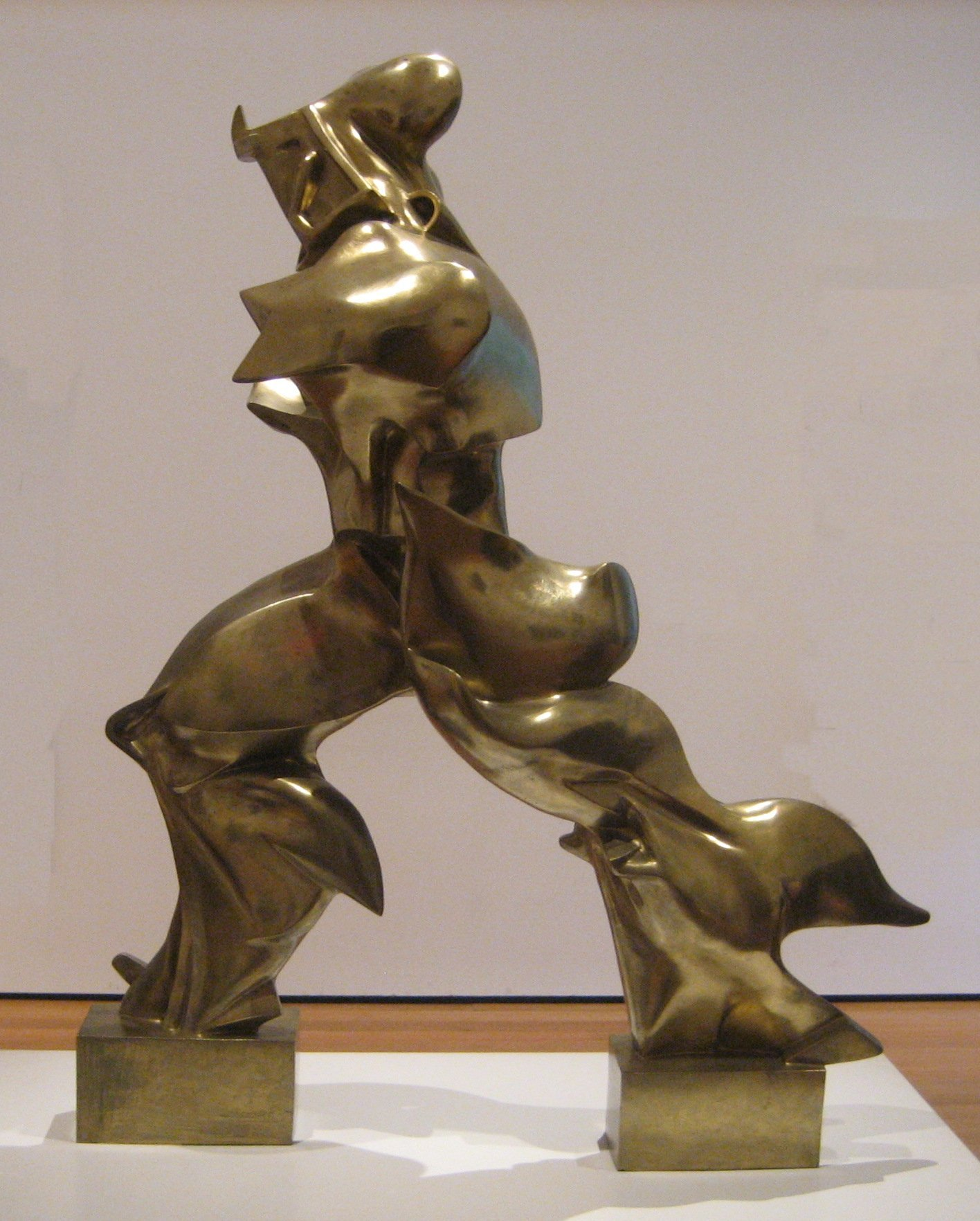
Formes úniques de continuïtat en l'espai (1913) per Boccioni

Tot i que Théophile Gautier va declarar que «de totes les arts, la que menys es presta a l'expressió romàntica és, sens dubte, l'escultura (...)», va ser precisament a França on van sorgir alguns escultors que van realitzar obres que es podrien incloure al romanticisme, com La marxa dels voluntaris de 1792 (coneguda popularment com La Marsellesa), que consta d'un alt relleu instal·lat a l'Arc de Triomf de París realitzat per François Rude. Juntament amb aquest escultor també va destacar Antoine-Louis Barye, famós per les seves obres d'animals.
Durant l'impressionisme qui va produir una nova escultura va ser Auguste Rodin qui, com la resta de pintors d'aquest període, menyspreava l'aparença externa de l'acabat i de vegades feia l'efecte que deixava les escultures inacabades. Aquesta aparent interrupció en un punt de les seves obres era una innovació en l'escultura, ja que presentava un fragment de la figura humana com una escultura completa; Rodin va refermar el dret que havia reclamat Rembrandt van Rijn: «declarar acabada una obra quan havia assolit el seu objectiu artístic». Amb l'impressionisme van sorgir les escultures de Degas: les seves ballarines i curses de cavalls van ser realitzades mostrant l'instant d'un moviment. També Auguste Renoir, durant la seva vellesa, es va dedicar a l'escultura, realitzant en relleu les seves pròpies pintures.

### Inicis delseglexx
El modernisme va sorgir entre finals del segle xix i principis del segle xx, desenvolupant-se a diversos països i amb diferents noms: Art nouveau a França, Modern Style a Anglaterra, Liberty a Itàlia, Sezession a Àustria i Jugendstil a Alemanya. A Catalunya, el modernisme va tenir un gran apogeu –se l'anomenà modernisme català– i en l'arquitectura va ser on va destacar més. En ser el modernisme un moviment que englobà totes les arts, l'escultura va ser una de les arts més realitzades tant en monuments públics i funeraris com aplicada a l'arquitectura i a la decoració d'interiors. Van destacar com escultors els artistes catalans Agapit i Venanci Vallmitjana, Marià Benlliure, Miquel Blay, Josep Llimona, Eusebi Arnau i Josep Clarà, entre d'altres.

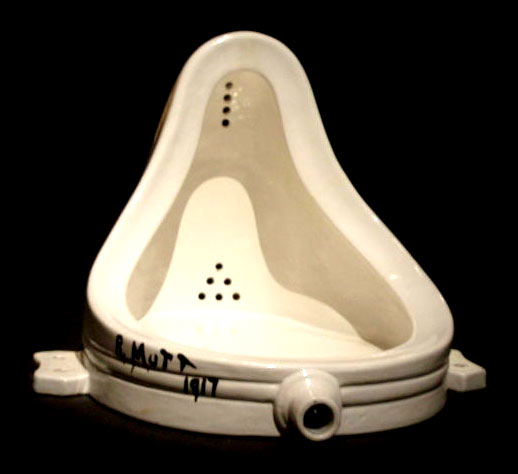
Font per Marcel Duchamp

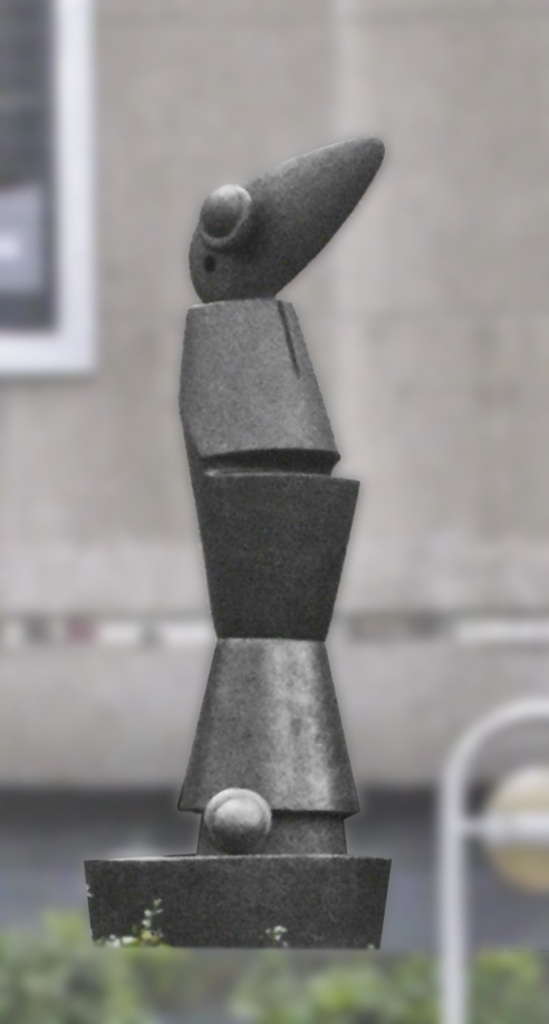
Habacuc (1934) per Max Ernst

L'italià Medardo Rosso va aconseguir extraordinaris i originals efectes amb les seves figures en guix recobertes de cera. Aristides Maillol, inclòs en els escultors del simbolisme, va realitzar unes obres de nu femení inscrites dintre d'uns volums geomètrics amb una gran vitalitat –se l'ha anomenat escultura mediterrània. En aquesta mateixa línia mediterrània s'hi troba també Manolo Hugué, encara que tingué uns inicis més o menys cubistes.
Matisse va realitzar unes escultures amb unes deformacions molt expressives. Picasso, igual que en la pintura, va explorar en l'escultura el cubisme: va descompondre el volum en plans geomètrics i en algunes obres va emprar d'altres elements com ara cordes, filferro o fusta sense tallar. Alexandre Rodchenko, Jacques Lipchitz i Constantin Brancusi van realitzar innovacions cercant el buit i aconseguint la simplificació per arribar a formes perfectes mitjançant els materials emprats. Brancusi, juntament amb obres d'una depurada abstracció, en té d'altres realitzades en fusta d'un caràcter molt diferent, com la Columna de l'Infinit (1918). A l'obra escultòrica d'Amedeo Modigliani s'hi troben evidències de la influència de l'art primitiu d'Àfrica; el seu interès per les màscares tribals d'aquest continent queda palès en les seves obres d'aparença plana, ulls característics amb forma d'ametlla i colls allargats.
Umberto Boccioni va saber traslladar a l'escultura els temes del futurisme, com el dinamisme i la introducció de tota classe de materials, tot i que, al contrari que altres artistes d'aquest moviment, no va arribar a abandonar la representació de la figura humana. L'escultura Formes úniques de continuïtat en l'espai (1913) va ser una de les obres clau d'aquest moviment: suggereix, a través d'una síntesi dinàmica, el moviment d'una figura avançant a passes llargues.
Un dels primers escultors del dadaisme, junt amb el seu fundador Hans Arp, va ser Marcel Duchamp, que l'any 1913 va afaiçonar escultures amb objectes ja existents i vulgars: se l'anomenà art trobat o ready-made. La primera obra va ser una roda de bicicleta damunt un tamboret. Duchamp va aconseguir que en treure l'objecte del seu ús quotidià perdés el seu valor funcional i adquirís un valor artístic.

### L'art a partir de la Gran Guerra
S'anomena constructivisme al moviment que va sorgir a Rússia després de la Revolució d'Octubre de 1917. Tot i que la seva durada va ser limitada, el constructivisme va influir considerablement sobre l'art contemporani. Van formar part d'aquest grup d'escultors els germans Naum Gabo, Antoine Pevsner i el seu fundador Vladimir Tatlin. Aquest últim va dissenyar la Torre de Tatlin, que mai no es va arribar a construir. El moviment De Stijl, també conegut com a neoplasticisme, va sorgir l'any 1917, i cercava la renovació estètica i la configuració d'un nou ordre harmònic de valor universal, amb una estructuració a partir d'una harmonia de línies i masses rectangulars de diverses proporcions, sempre verticals, horitzontals o formant angles rectes. L'escultor més reconegut d'aquest moviment va ser Georges Vantongerloo, un dels fundadors del moviment. Durant el surrealisme, alguns dels pintors implicats en aquest moviment van afaiçonar escultures relacionades amb les seves idees pictòriques, com per exemple Max Ernst amb Espàrrecs lunars (1935) o Joan Miró, el qual va emprar corda i trossos de metall combinats als seus relleus (i també a les seves pintures).
Entre els dos conflictes bèl·lics mundials del segle XX es va produir a Itàlia un moviment escultòric amb un sentit de la tradició de la figuració italiana. Arturo Martini en va ser el més destacat i també va ser qui va influir en altres dos excel·lents escultors, Marino Marini i Giacomo Manzù. En aquest període d'entreguerres també va destacar l'alemany Ernst Barlach. Tant el barceloní Juli González com Pau Gargallo van mostrar en les seves primeres obres un caràcter modernista; a partir de 1927 van realitzar els seus treballs en ferro, i Juli González, amb la innovació de la soldadura autògena, va passar a un estil experimental i abstracte.
En aquests anys Henry Moore estava en plena creació artística. Havia participat en el desenvolupament de l'art d'avantguarda i, encara que va realitzar exposicions surrealistes i va formar part d'Abstraction-Création a l'exposició d'art abstracte de 1938 a Amsterdam, la seva estatuària no correspon a cap moviment determinat, encara que presenta a vegades algun tret de tots ells. Les seves escultures són imatges figuratives, fins i tot les que presenten l'estudi del volum en l'espai.
| - Escultura de Dennis Oppenheim a Vancouver |

Igual que Moore, el suís Alberto Giacometti va estar relacionat amb el surrealisme, però a partir de 1947 es va decantar pel corrent figuratiu amb unes estructures en les quals dominen les figures extremament allargades. Altres escultors van participar plenament amb l'estil abstracte, com Barbara Hepworth, Eduardo Paolozzi, Anthony Caro, Alexander Calder, Alberto Sánchez Pérez, Pablo Serrano Aguilar, Jorge Oteiza i Eduardo Chillida.
Des de la dècada dels setanta del segle xx apareixen nous moviments artístics com l'art minimalista, l'art conceptual, l'art natura, l'art povera, l'hiperrealisme, el performance i la postmodernitat, entre d'altres. Alguns artistes destacats són David Smith, Roy Lichtenstein, Donald Judd, Carl Andre, Dan Flavin, Sol LeWitt, Robert Morris, Claes Oldenburg, Richard Serra, Dennis Oppenheim, Marinus Boezem, Christo i Jeanne-Claude, Antonio López García, George Segal i Fernando Botero.

## Àfrica

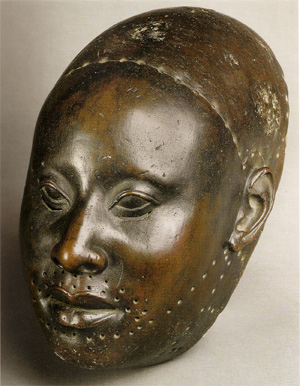
Màscara en bronze del del ioruba

L'escultura africana fou essencialment de caràcter religiós, animista i, per tant, fonamentada en la creença dels esperits de la natura i la veneració dels morts: la mort no suposa la fi de l'individu sinó que la persona viu en el regne dels esperits. Aquesta creença impulsà la realització de rituals, actes en els quals les obres d'art servien de mèdium. Aquestes obres rituals, en general, són màscares, escultures exemptes antropomòrfiques o d'altres objectes de culte. Els objectes de fusta es realitzaven a partir d'un tronc o branca d'arbre amb la tècnica de la talla directa: es començava amb una peça cilíndrica i amb eines primitives s'anava rebaixant i tallant. A Nigèria la cultura nok també utilitzà l'argila (cap al 500 aC), la pedra i l'ivori. Per quasi tot el continent es produïren màscares: els «baga», que ocupen la part de Guinea, usen una màscara amb un cap de cocodril i unes llargues banyes ratllades. Hi ha també màscares recobertes d'una crosta formada per sang seca, terra i suc de llavors triturades, màscares amb un gran nas que s'allarga com si fos un bec i màscares amb adorns de petites petxines i vidres.
A Ife i Benin, els iorubes, a partir del segle xiii, van treballar la terracota i el bronze; dedicaven les obres als seus reis realitzant plaques amb relleus o caps de mida natural –els anomenats bronzes de Benín. A Costa d'Ivori els baulé, a més a més d'escultures exemptes i màscares, tallaven les llindes de les portes de les seves cases amb motius geomètrics.

## Amèrica

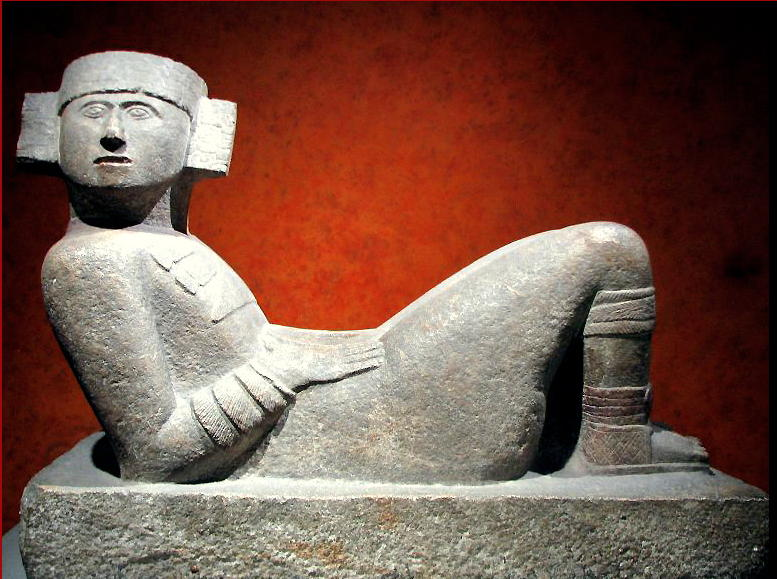
Una de les escultures Chac Mool que s'han trobat a Chichén Itzá

L'escultura exempta i els relleus van constituir una important manifestació artística dels pobles precolombins. Van sobresortir, entre d'altres, les civilitzacions olmeca, maia i tolteca a Mèxic, i els inques a Perú. Existeixen –dins de la seva diversitat– trets comuns en l'escultura d'aquests pobles: l'associació a l'arquitectura –les escultures i els relleus adornen parets i pilastres– i en el seu caràcter religiós, amb escenes de déus, dimonis, ritus sagrats o guerrers.
A l'escultura olmeca destaca l'intent de reproduir el rostre humà amb gran realisme. Als enormes caps de La Venta s'hi aprecien trets particulars com ara el nas ampli, els ulls oblics i la boca amb grans llavis; aquests caps estan tots realitzats en blocs monolítics i arriben a fer més de tres metres d'alçada. A Tula s'hi troben els gegantins guerrers (d'uns 5 metres d'alçada) recolzats sobre una base rectangular i amb vestidures de guerra i cascs sobre els caps. Els maies van realitzar figures en jade; destaca l'escultura adossada als temples de Palenque, Tikal i Chichén Itzá, d'on procedeix un dels tipus més famosos d'escultura, el Chac Mool, el qual també s'ha trobat en diversos temples d'influència tolteca.
La primera civilització del Perú, segons dades arqueològiques obtingudes per radiocarboni, es remunta cap a l'any 1250 aC i és l'anomenada Chavin de Huántar; s'ha trobat el que devia ser el seu temple més gran. L'exterior de l'edifici està adornat amb escultures –la majoria en baix relleu– i també s'han trobat esteles amb gravats de serps i cocodrils. Altres cultures van néixer al Perú entre els anys 900 i 1430: el poble inca, del sud del país, té els seus orígens cap al 1200; va anar adquirint gran poder fins a l'arribada dels espanyols el 1532. Se'n conserva poca escultura monumental, però van ser grans treballadors, amb un bon domini de la metal·lúrgia –principalment de l'or–; sobre els metalls hi incrustaven pedres precioses.

## Àsia

### Índia

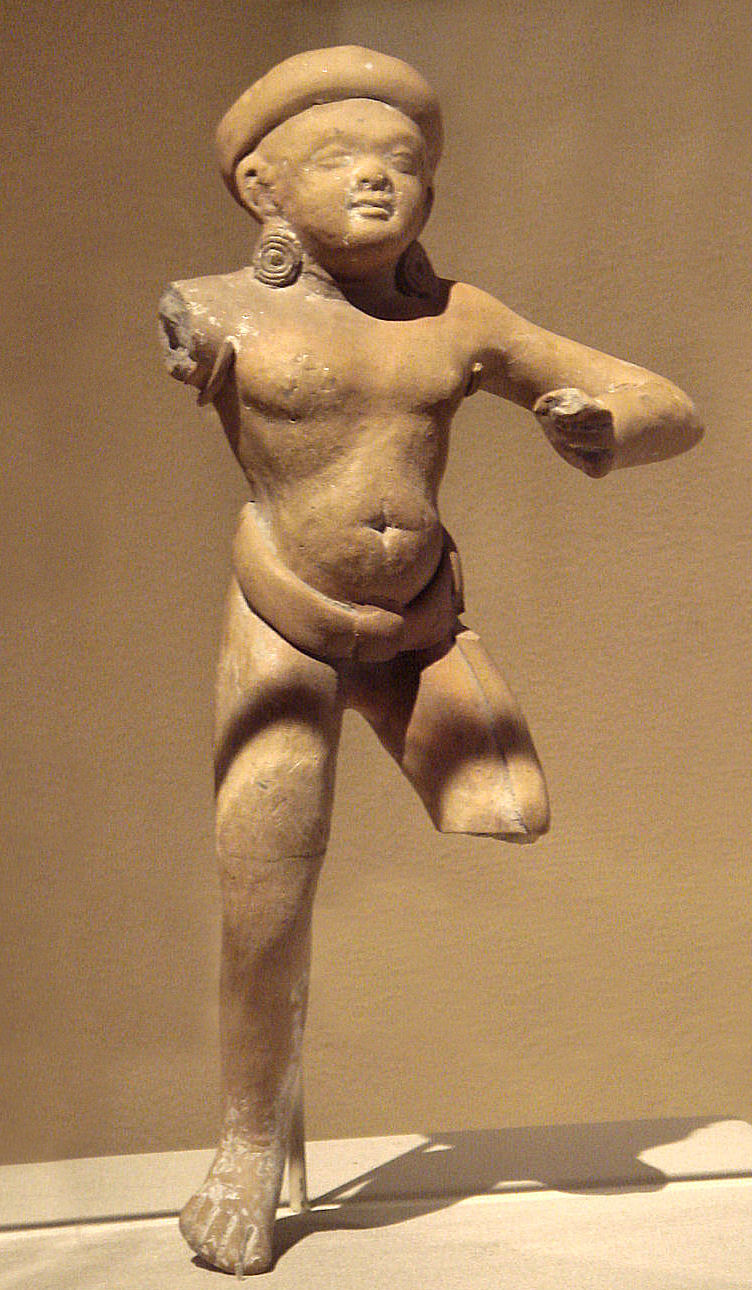
Estatueta de l'imperi Maurya al Metropolitan Museum of Art de Nova York

La història de l'escultura índia va tenir els seus inicis cap a l'any 2500 aC al llarg de 1500 km de les conques dels rius Ravi i Sutlej, on estava establerta la cultura de la vall de l'Indus. Les principals poblacions van ser Harappa i Mohenjo-Daro; en aquestes ciutats s'hi van trobar, en excavacions arqueològiques del segle xix, gran varietat d'escultures en terracota que representen figures humanes amb símbols relacionats amb la fertilitat, així com una petita Ballarina en bronze i un Bust d'un rei-sacerdot en esteatita. Cap a l'any 1500 aC la cultura de l'Indus es va extingir i es va entrar en un llarg període sense manifestacions artístiques conegudes, fins al segle iii aC, quan es va formar l'imperi Maurya. Aquests van col·locar unes grans columnes –algunes encara es troben al mateix lloc– que remataven en un capitell que sostenia una escultura de tema animal; la més famosa és el Capitell dels lleons, a Sarnath. D'aquesta mateixa època hi ha escultures amb representacions de divinitats masculines i femenines, entre les quals destaca la Yaksi, del museu de Patna, que presenta gran exuberància dels pits, amples malucs i estreta cintura, trets que es repeteixen en la demostració de l'ideal de la bellesa femenina a la cultura índia.
Durant l'imperi Kushan hi va haver un gran desenvolupament cultural. A la regió de Gandhara s'hi van sumar les tradicions del budisme i l'hinduisme; l'art d'aquest període es denomina «grecobúdic» a causa de la influència de la Grècia clàssica a les imatges de Buda realitzades. L'imperi Gupta va esdevenir un «art clàssic»: es van aconseguir línies pures i formes d'harmoniós equilibri i, sobretot, van representar les divinitats Brama, Vixnu i Xiva. Al sud de l'Índia s'hi troba a Mahabalipuram, un conjunt de temples excavats en la roca decorats amb relleus magnífics, entre ells el Descens del Ganges, de l'època de la dinastia dels Pal·lava. Des del segle viii l'erotisme és tema principal de les escenes de molts temples, en les quals s'hi representen il·lustracions del Kama Sutra. Malgrat la conquesta musulmana, la part sud del país va continuar la tradició de la seva escultura, la qual es va anar transformant a poc a poc en una fase clara de barroquisme vigent fins al segle xviii.

### Xina
A la Xina s'hi va trobar l'exèrcit de set mil guerrers en mida natural de la dinastia Qin. Les seves cares són totes diferents –i per tant, modelades a mà–, però sembla que per als cossos que es va utilitzar un motlle; daten aproximadament de l'any 200 aC. Quan el budisme es va introduir a la Xina va sorgir la necessitat de realitzar representacions escultòriques: la més antiga que es coneix és una de bronze daurat datada de l'any 338, la qual es creu que va ser una rèplica d'una de Gandhara. Posteriorment es van anar construint santuaris amb estàtues colossals de Buda a les grutes de Yungang, a la ciutat de Datong. Durant la dinastia Tang (618-907) els xinesos van fabricar una gran quantitat de terracotes realitzades a pressió amb l'ajuda de motlles; en l'última etapa dels Tang, les obres de figuretes de ceràmica amb temes variats donaren una nova visió de l'escultura, distinta i distant de la budista.

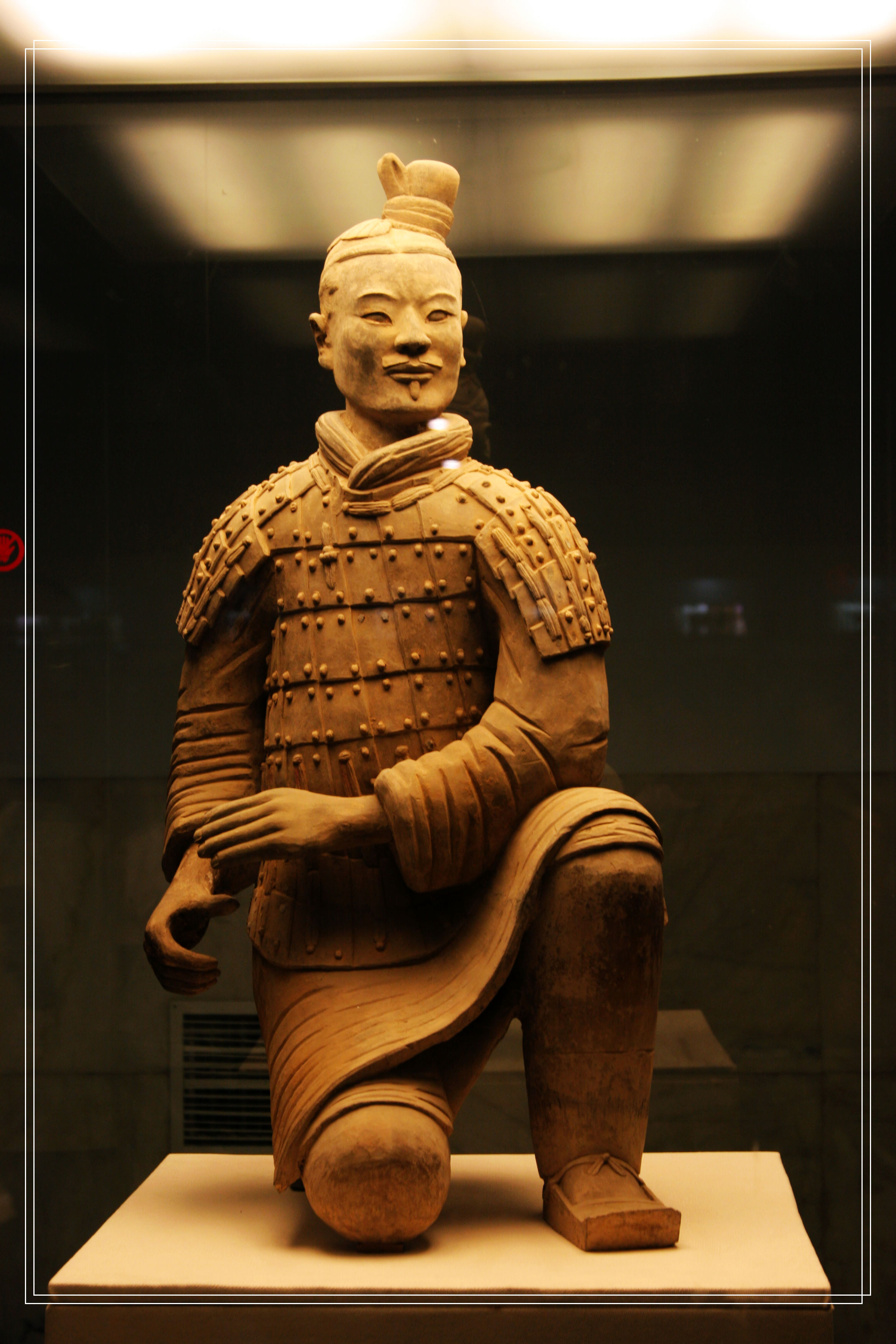
Un guerrer en terracota de la dinastia Qin

A partir d'aquest moment l'escultura entrà en una clara decadència, encara que la dinastia Ming instal·là escultures de grans dimensions com a «guardians» de les portes dels grans palaus o complexos funeraris; tot i això és en les petites escultures de jade o ceràmica on poden trobar-se les millors representacions. Al segle xx, a causa de transformacions ideològiques dels dirigents del país, l'escultura monumental es va tornar a realitzar amb un marcat estil realista per exaltar les gestes de la Revolució Xinhai.

### Japó

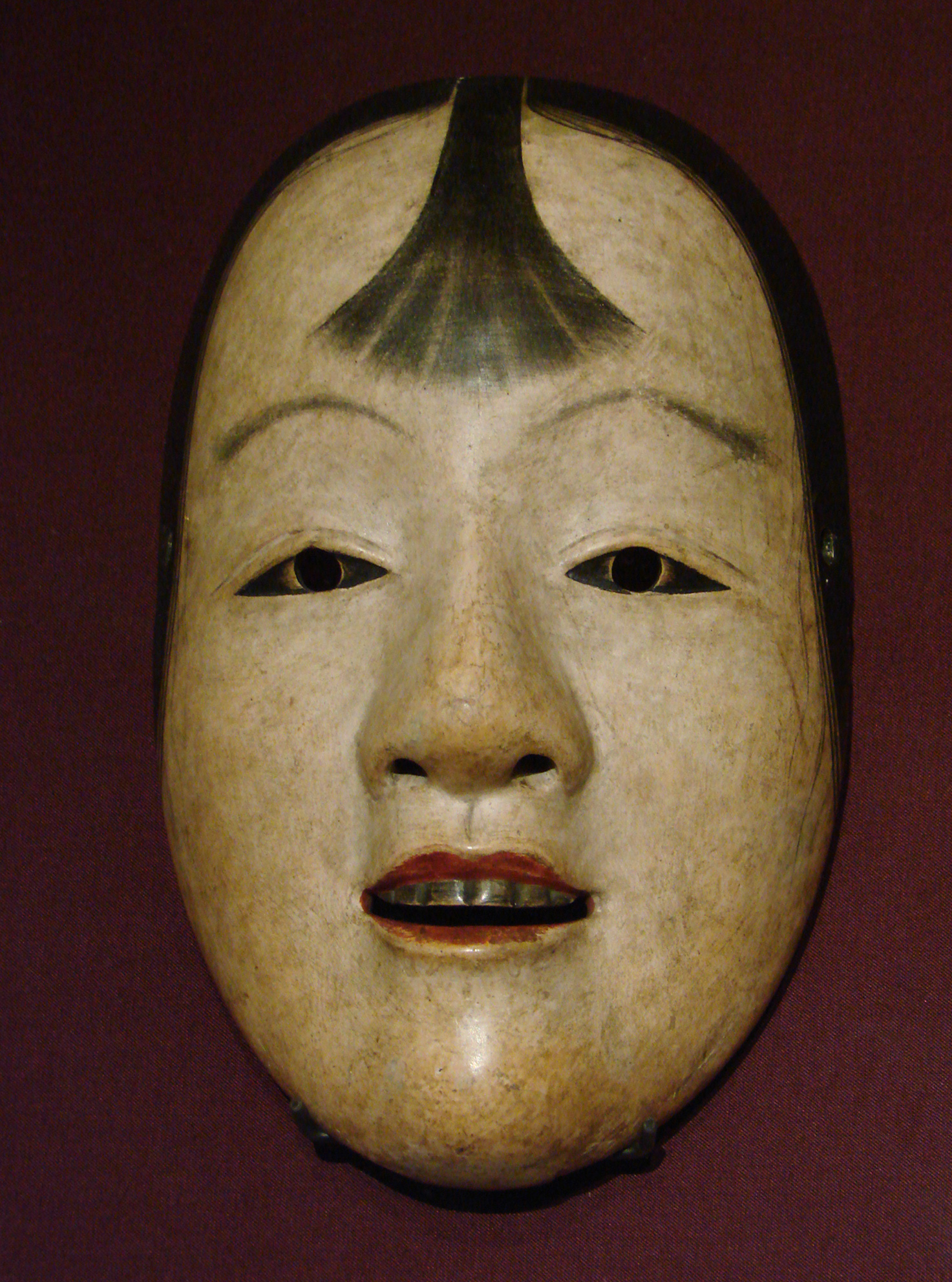
Màscara de Noh que representa un adolescent

Del període Jōmon (segle VII aC) s'han trobat, junt amb la ceràmica, petites estàtues religioses o funeràries amb decoració geomètrica, i del període Yayoi (segle iii) uns ídols de terracota de forma animal anomenats haniwa. Va ser al període Asuka, amb l'arribada del budisme, que l'escultura va aconseguir una gran importància, quan l'escultor Kuratsukuri Tori –d'ascendència xinesa– va entrar al servei de l'emperador. Altres escultors van aportar influències coreanes, i tots ells van treballar amb bronze, fusta i terracota en imatges de Buda, que al Japó adquireix noms propis com el de Maitreya. Durant el període Nara va canviar poc l'escultura: la fusta es va tractar amb laca i guix policromat. Al segle xi, durant el període Kamakura, l'escultor Jōcho va aconseguir un gran renom i va tenir nombrosos deixebles que van formar tallers en els quals realitzaven divinitats amb aspecte terrible per tal d'espantar les forces malèfiques. L'escultura va tenir una aplicació cada vegada més petita a causa de l'apogeu que va adquirir la pintura en aquella època. Al període Azuchi-Momoyama es van realitzar algunes escultures de monjos zen i màscares per a actors del teatre Noh.

## Oceania
L'art dels australians està fortament lligat a les seves tradicions i als materials propers dels quals disposen, com ara fusta, escorça d'arbre i punta de sílex. Els escuts els decoren amb línies geomètriques, i realitzen les denominades «xuringues», pedres planes de caràcter totèmic on graven motius en relació als seus avantpassats.

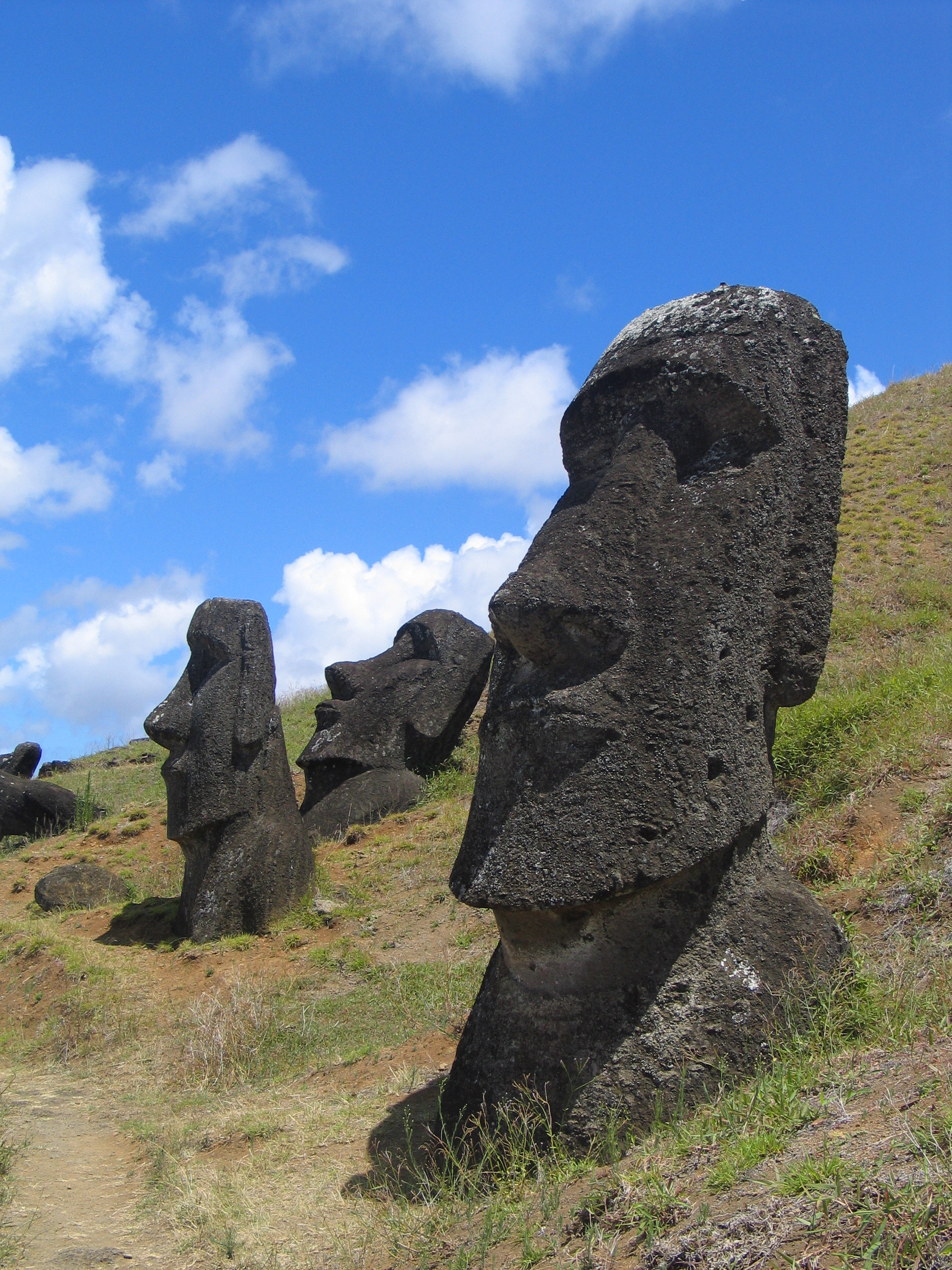
Moai a Rano Raraku

Les obres creades pels melanèsics tenen una gran varietat d'estils i formes. Nova Guinea destaca pels dissenys dels seus objectes: n'hi ha alguns de caràcter sagrat que només poden ser vistos pels «iniciats». Existeixen unes cases per a ús exclusiu dels homes on tots els troncs que formen els pilars que sostenen el sostre estan tallats representant éssers totèmics: en aquestes cases s'hi guarden les talles que representen els seus avantpassats, màscares i seients completament gravats amb decoracions de figures humanes o animalístiques.
A les Noves Hèbrides l'escultura està relacionada amb les cerimònies religioses: les estàtues representen figures dels seus morts i les màscares són utilitzades per a cerimònies funeràries. A Nova Irlanda la majoria d'objectes estan relacionats amb actes rituals, i són de fusta tallada closques, escorces d'altres arbres i pedres inserides. A les illes Salomó, encara que realitzen màscares, el més destacat són les figures humanes o d'animals. A les illes Marqueses es va arribar a un gran virtuosisme a la construcció de canoes en les quals la proa i la popa estaven completament adornades amb talles; en aquestes illes antigament es tallaven imatges amb pedra volcànica, i a les illes Cook les imatges venerades mostraven uns rostres amb grans ulls i boca i la resta del cos amb una proporció molt petita.
Els maoris de Nova Zelanda van construir cases amb un gran frontó completament decorat amb figures antropomorfes d'expressió amenaçadora, així com penjants de nefrita tallada (hei tiki). A l'illa de Pasqua s'hi troben els moai, enormes figures antropomorfes de 4 a 5 metres d'alçada realitzades en tova volcànica procedent del volcà Rano Raraku; en aquest volcà s'hi troben algunes figures en diferents etapes de construcció, per la qual cosa es creu que es treballaven in situ. Se suposa que des d'allà es van distribuir als diversos punts de l'illa arrossegades per cordes.